# Architettura africana

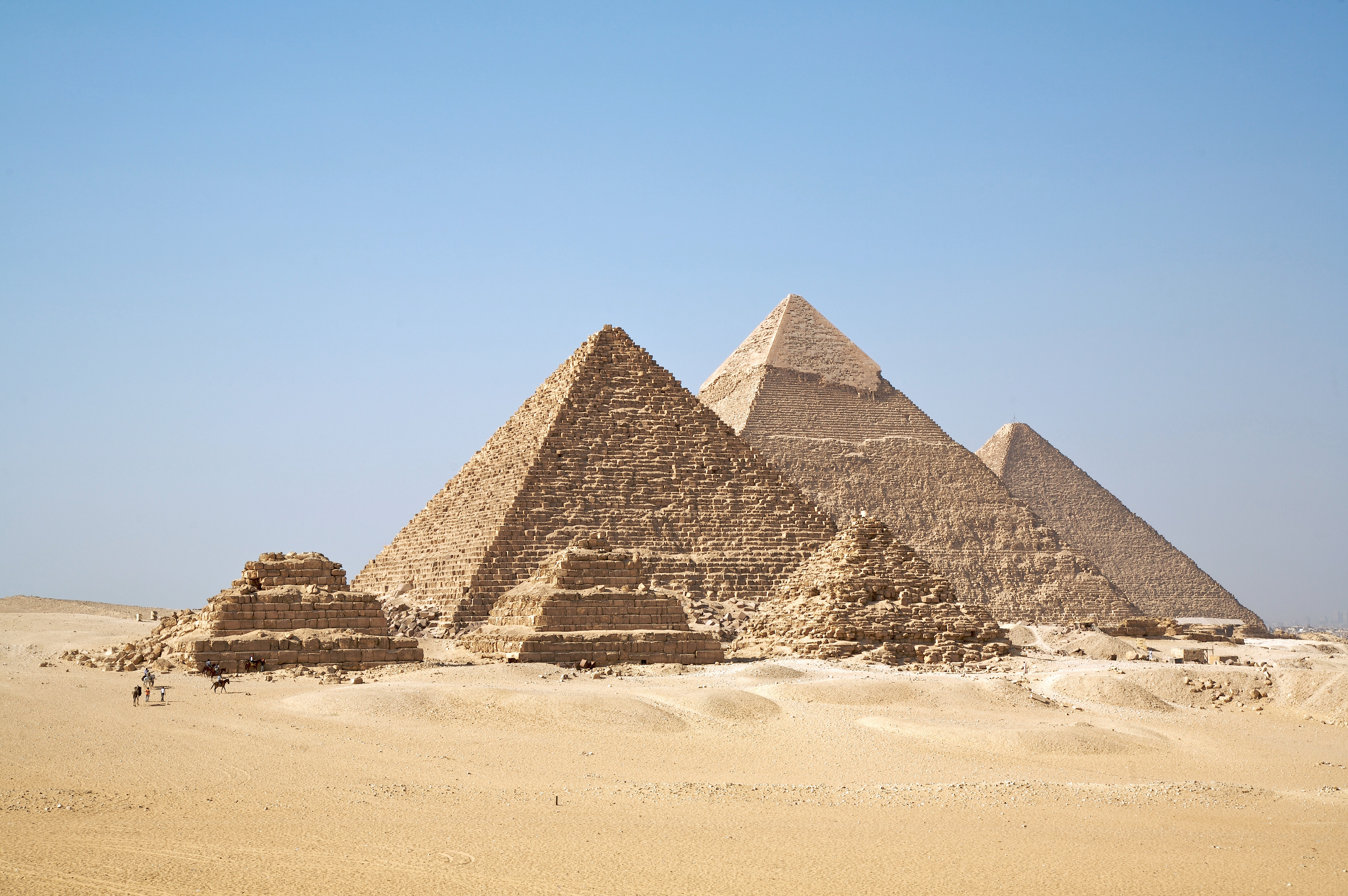
Le Grandi Piramidi di Giza sono considerate una delle più grandi imprese architettoniche di tutti i tempi e sono una delle sette meraviglie del mondo antico.

Come altri aspetti della cultura dell'Africa, l'architettura africana è eccezionalmente varia. Nel corso della storia dell'Africa, gli africani hanno sviluppato le proprie tradizioni architettoniche locali. In alcuni casi, possono essere identificati stili regionali più ampi, come l'architettura sudanese-saheliana dell'Africa occidentale. Un tema comune nell'architettura tradizionale africana è l'uso della scala frattale: piccole parti della struttura tendono ad assomigliare a parti più grandi, come un villaggio circolare fatto di case circolari.
L'architettura africana in alcune aree è stata influenzata da culture esterne per secoli, secondo le prove disponibili. L'architettura occidentale ha influenzato le aree costiere dalla fine del XV secolo ed è ora un'importante fonte di ispirazione per molti edifici più grandi, in particolare nelle grandi città.
L'architettura africana utilizza una vasta gamma di materiali, tra cui paglia, bastone/legno, fango, mattoni di fango, terra battuta e pietra. Queste preferenze di materiali variano in base alla regione: il Nordafrica per pietra e terra battuta, il Corno d'Africa per pietra e malta, l'Africa occidentale per fango/adobe, l'Africa centrale per paglia/legno e materiali più deperibili, l'Africa sudorientale e meridionale per pietra e paglia/legno. Un esempio di architettura nativa africana costruita appositamente per contrastare il colonialismo include i forti di Taleh in Somaliland costruiti durante l'era del movimento dei dervisci.

## Architettura antica
Probabilmente la classe di struttura più famosa di tutta l'Africa, le Piramidi d'Egitto rimangono una delle più grandi realizzazioni architettoniche del mondo, indipendentemente dalla praticità e dalle origini in un contesto funerario. Le tradizioni architettoniche egiziane favorirono anche la costruzione di vasti complessi di templi.
Poco si sa dell'architettura antica a sud e ad ovest del Sahara. Più difficili da datare delle piramidi sono i monoliti intorno al fiume Cross, che hanno disegni geometrici o umani. Il vasto numero di cerchi di pietre senegambiane è anche la prova di un'architettura emergente.

### Nordafrica

#### Egitto
I successi dell'Antico Egitto nell'architettura includevano piramidi, templi, città chiuse, canali e dighe. L'architettura di questa epoca non era uno stile, ma un insieme di stili diversi, succedutisi nel tempo, ma con alcuni punti in comune. Gli esempi più famosi di architettura egizia antica includono le Grandi Piramidi e la Sfinge di Giza, il Tempio di Karnak e quello di Abu Simbel. La maggior parte degli edifici vennero costruiti con mattoni di fango e calcare disponibili localmente prodotti da schiavi. Le colonne erano tipicamente adornate con capitelli decorati per assomigliare a piante importanti per la civiltà egizia, come la pianta del papiro.

#### Architettura stupefacente

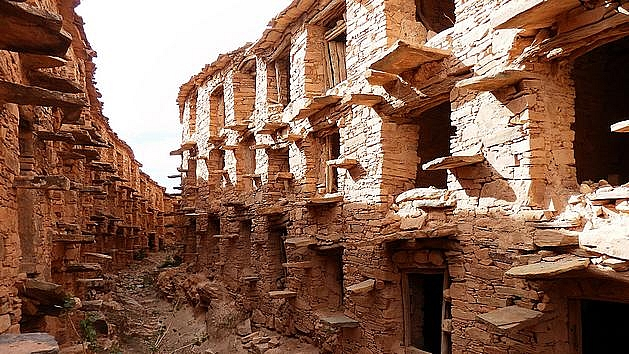
Un "agadir", o tradizionale granaio collettivo fortificato.

I berberi lasciarono migliaia di tombe precristiane, la cui architettura era unica nell'Africa nordoccidentale. La più famosa è la tomba della donna cristiana nell'ovest dell'Algeria. Questa struttura è costituita da colonne, una cupola e percorsi a spirale che conducono a una singola camera.
Enormi edifici in mattoni di fango amazigh pisé risalgono al 110 a.C. Una caratteristica comune dell'architettura amazigh è l'agadir, o granaio fortificato. Città come Ceuta, Chellah e Volubilis furono influenzate dall'architettura fenicia e romana.

#### Nubia

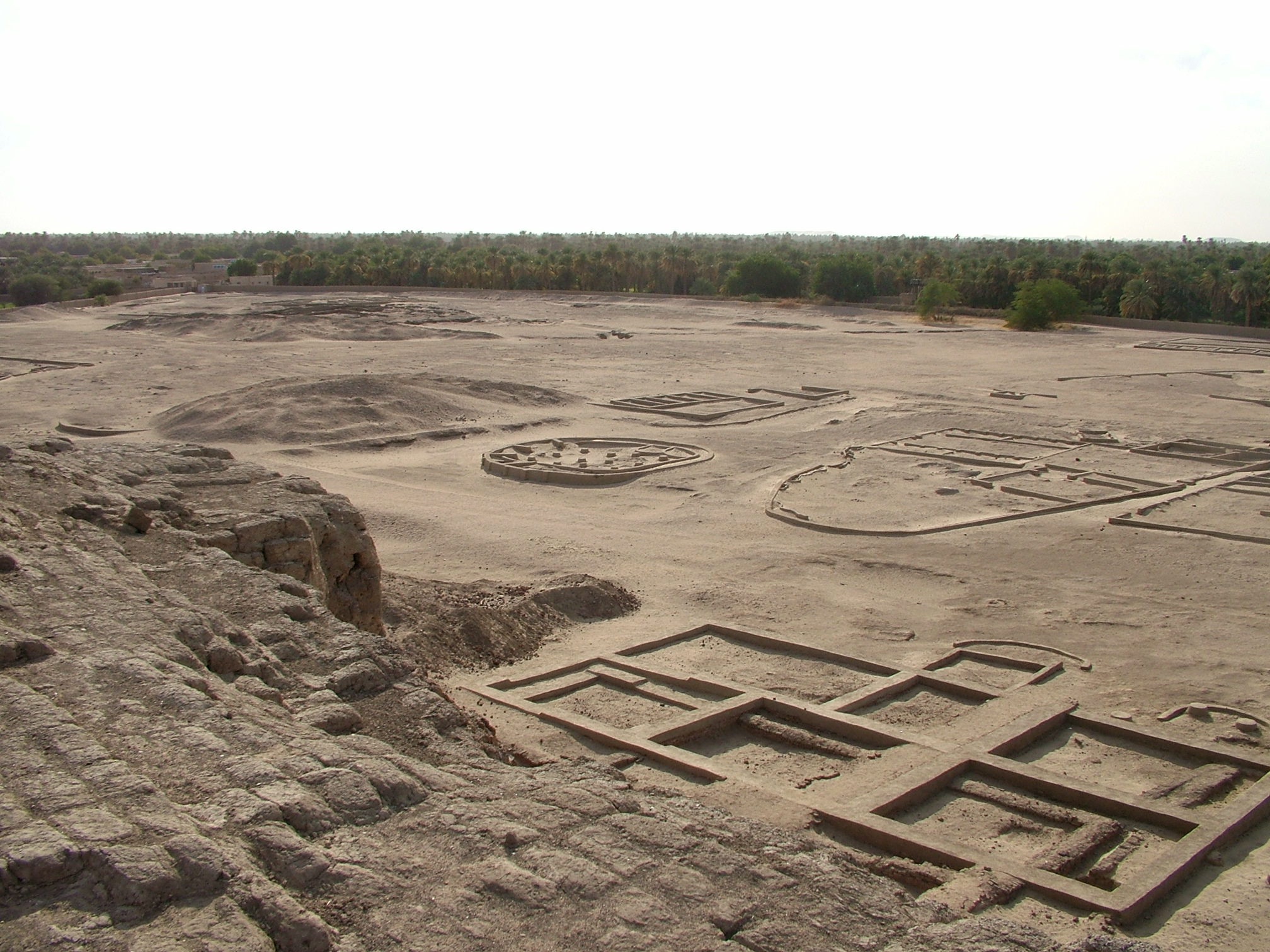
La città di Kerma

L'architettura nubiana è una delle più antiche del mondo. Lo stile più antico dell'architettura nubiana include gli speos, strutture scavate nella roccia solida sotto la cultura del gruppo A (3700-3250 a.C.). Gli egiziani presero in prestito e fecero ampio uso del processo a Speos Artemidos e Abu Simbel. La cultura del gruppo A portò alla fine alla cultura del gruppo C, che iniziò a costruire utilizzando materiali leggeri e flessibili, pelli di animali, canniccio e fango, con strutture più grandi di mattoni di fango che in seguito divennero la norma.

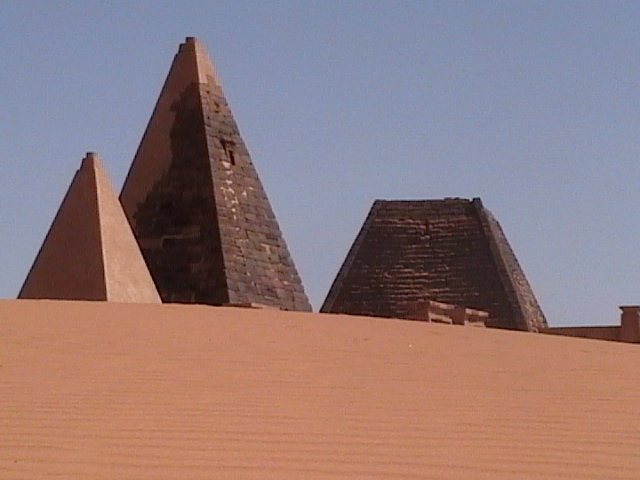
Piramidi nubiane a Meroe

La cultura del gruppo C era collegata a quella della città di Kerma, che fu fondata intorno al 2400 a.C. Era una città murata contenente edifici religiosi, grandi abitazioni circolari, un palazzo e strade ben strutturate. Sul lato est della città c'erano un tempio funerario e una cappella. Aveva una popolazione di 2.000 abitanti. Una delle sue strutture più durature era il Deffufa, un tempio in mattoni di fango, in cima al quale venivano eseguite delle cerimonie.
Tra il 1500 e il 1085 a.C., l'Egitto conquistò e dominò la Nubia, determinando la fase napatana della storia nubiana: la nascita del Regno di Kush. Kush fu immensamente influenzato dall'Egitto e alla fine conquistò l'Egitto. Durante questa fase avvenne la costruzione di numerose piramidi e templi. Gebel Barkal, nella città di Napata, era un sito significativo, dove i faraoni kushiti ricevevano legittimità.
A Napata sono stati scavati tredici templi e due palazzi, che devono ancora essere completamente riportati alla luce. Il Sudan contiene 223 piramidi nubiane, più numerose ma più piccole delle piramidi egizie, in tre siti principali: El Kurru, Nuri e Meroe. Gli elementi delle piramidi nubiane, costruite per re e regine, includevano pareti ripide, una cappella e una scala rivolte a est e una camera a cui si accedeva tramite una scala. Il sito di Meroe ha il maggior numero di piramidi ed è considerato il più grande sito archeologico del mondo. Intorno al 350, l'area fu invasa dal Regno di Axum e il regno di Napatan crollò.

### Corno d'Africa

#### Aksumite

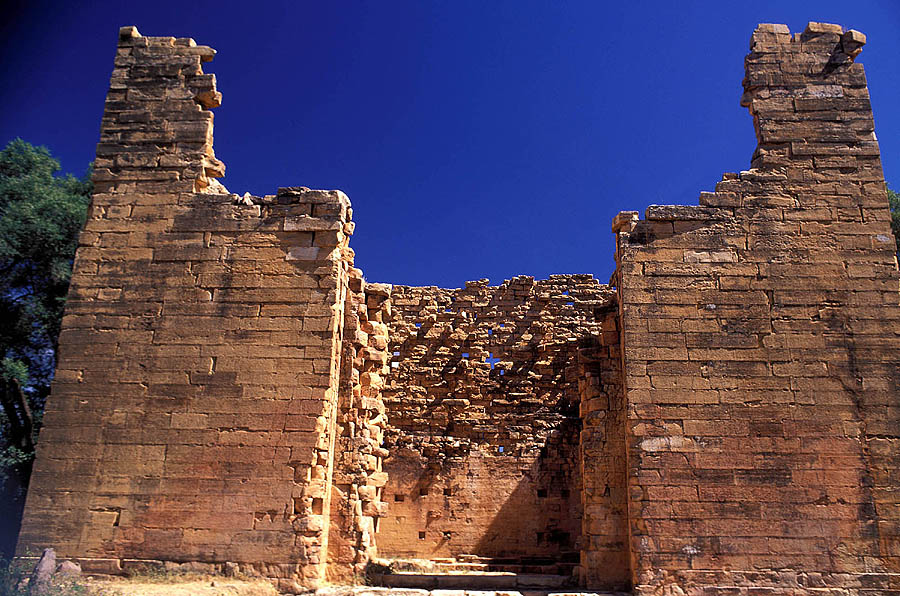
Le rovine del tempio di Yeha, in Etiopia

L'architettura axumita fiorì nella regione etiope, come attestano le numerose influenze axumite dentro e intorno alle chiese medievali di Lalibela, dove furono scavate nella roccia stele (hawilt) e, più tardi, intere chiese. Altre strutture monumentali includono enormi tombe sotterranee spesso situate sotto le stele. Altre strutture ben note, che impiegano la costruzione monolitica, includono la tomba della falsa porta e le tombe di Kaleb e Gebre Mesqel ad Axum.
La maggior parte delle strutture, tuttavia, come palazzi, ville, case popolari e altre chiese e monasteri, erano costruite con strati alternati di pietra e legno. Alcuni esempi di questo stile avevano esterni e/o interni imbiancati, come il monastero medievale di Yemrehanna Krestos del XII secolo, costruito in stile axumita. Le case contemporanee erano strutture in pietra con una stanza, case quadrate a due piani o case rotonde di arenaria con fondamenta di basalto. Le ville erano generalmente alte da due a quattro piani e avevano vaste piante rettangolari (cfr. rovine di Dungur). Un buon esempio di architettura axumita ancora esistente è il monastero di Debre Damo del VI secolo.

### Africa occidentale

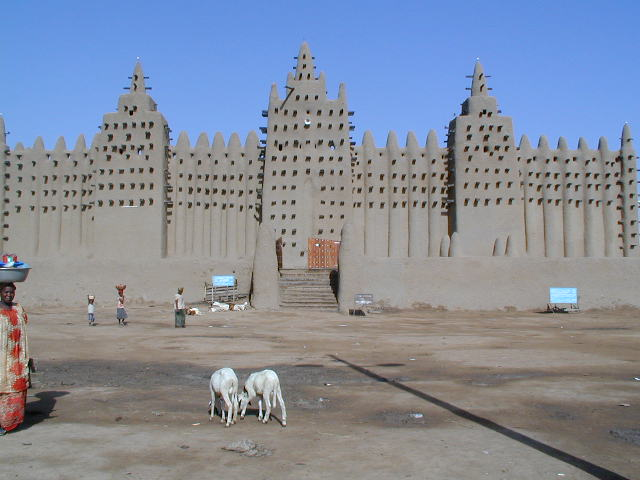
La Grande moschea di Djenné in Mali, costruita per la prima volta nel XIII secolo e ricostruita nel 1906-1909, è la più grande costruzione in terracotta del mondo

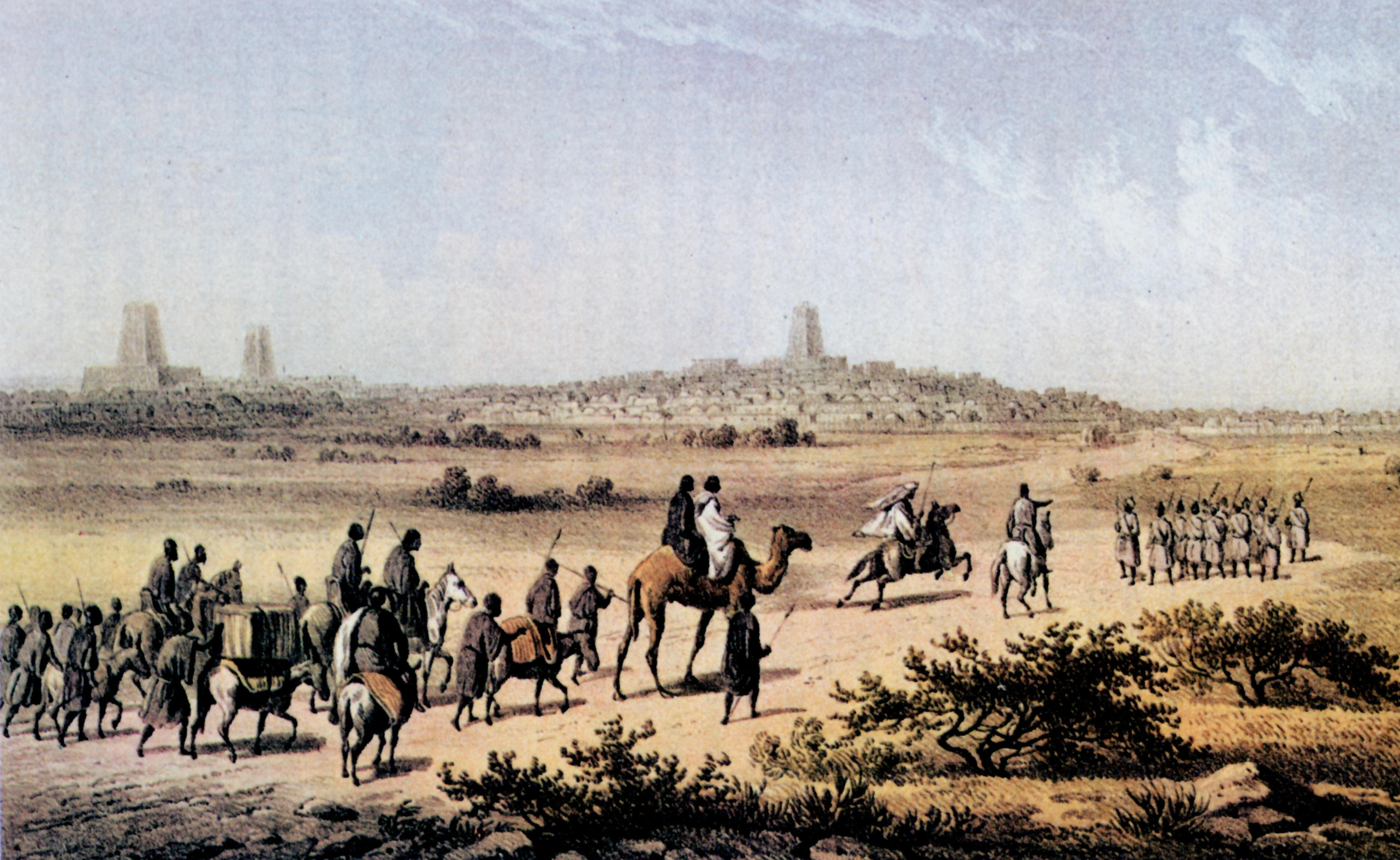
Timbuctù

#### Tichitt Walata
Tichitt Walata è la più antica collezione di insediamenti sopravvissuta nell'Africa occidentale e il più antico di tutti gli insediamenti con base di pietra a sud del Sahara. Fu costruito dal popolo Soninke e si pensa che sia il precursore dell'Impero del Ghana. Venne colonizzato da un popolo agropastorale intorno al 2000-300 a.C, il che lo rende quasi 1000 anni più vecchio di quanto si pensasse in precedenza. Si trovano strade ben strutturate e complessi fortificati, tutti realizzati in abile muratura in pietra. In tutto, c'erano 500 insediamenti.

#### Nok
I manufatti della cultura di Nok, situati sull'Altopiano di Jos in Nigeria, tra il fiume Niger e il fiume Benue, sono stati datati al lontano 790 a.C. Lo scavo dell'insediamento Nok a Samun Dikiya mostra una tendenza a costruire sulle cime delle colline e sulle cime delle montagne. Tuttavia, gli insediamenti Nok non sono stati ampiamente scavati.
I siti della civiltà Sao delle città murate si trovano nella regione del lago Ciad, lungo il fiume Chari; il sito più antico, a Zilum, in Ciad, risale almeno al primo millennio.

#### Moschea Gobarau
Si ritiene che la moschea Gobarau sia stata completata durante il regno di Muhammadu Korau (1398–1408), il primo re musulmano di Katsina. Originariamente costruita come moschea centrale della città di Katsina, fu in seguito utilizzata anche come scuola coranica. All'inizio del XVI secolo, Katsina era diventata un centro commerciale e accademico molto importante dell'Hausaland e la Moschea Gobarau era diventata una famosa istituzione islamica di istruzione superiore. Gobarau continuò ad essere la moschea centrale di Katsina fino all'inizio del XIX secolo. 

#### Altre società nigeriane precoloniali
Diverse società nella Nigeria precoloniale costruirono strutture in terra e pietra. In generale, queste strutture erano principalmente difensive, respingendo gli invasori di altre tribù, ma molti insediamenti mettevano elementi spirituali nella loro costruzione. Queste strutture difensive erano principalmente costruite in terra, occasionalmente intonacate.
I bastioni delle discariche erano costituiti da un fossato esterno e da un argine interno e potevano estendersi da 1/2 metro a 20 metri di diametro negli insediamenti più grandi come Benin City e l'Eredo di Sungbo. I muri di fango nelle savane della Guinea e del Sudan vennero realizzati con strati di fango. Ogni strato era tenuto in posizione da un'intelaiatura di legno, veniva lasciato asciugare e poi si costruiva sopra. Nell'insediamento più significativo di Koso, queste mura erano in media alte 6 metri, con uno spessore da 2 metri alla base a 1/2 metro nella parte superiore. I muri di Tubali nel nord della Nigeria hanno due componenti: mattoni di fango essiccati al sole tenuti insieme con malta di fango. Le pareti in questo stile hanno la tendenza a deteriorarsi nei climi più umidi.
Queste costruzioni di fango erano solitamente intonacate con fango misto ad altri materiali. Lo scopo difensivo di questo era quello di creare una superficie più liscia e non scalabile per aiutare a respingere gli attaccanti. Tuttavia, è stato trovato del gesso con sangue, resti di ossa, polvere d'oro, olio e paglia mescolati. Alcuni di questi materiali erano funzionali, aggiungendo resistenza alla costruzione, mentre altri avevano significati spirituali, forse per difendersi dagli spiriti maligni.
Benin City, in particolare, aveva delle case e un'urbanistica sofisticate. Le case avevano diverse stanze e di solito erano coperte, racchiudendo alloggi privati, spazi sacri e stanze per ricevere gli ospiti. Di solito c'erano più case racchiuse in un cortile condiviso. Quando pioveva, i tetti delle case raccoglievano l'acqua in uno spazio nel cortile per l'uso successivo. Le case avevano una facciata pubblica lungo strade lunghe e diritte. La città aveva mercati e il palazzo del capo si trovava nel centro della città, con strade dominanti e subordinate che portavano all'esterno. HM Stanely, citato in Asomani-Boateng, Raymond (2011), ha descritto le strade come "...recintate con alte [canne d'acqua] ordinatamente disposte molto vicine tra loro in file uniformi..." forse per la privacy.

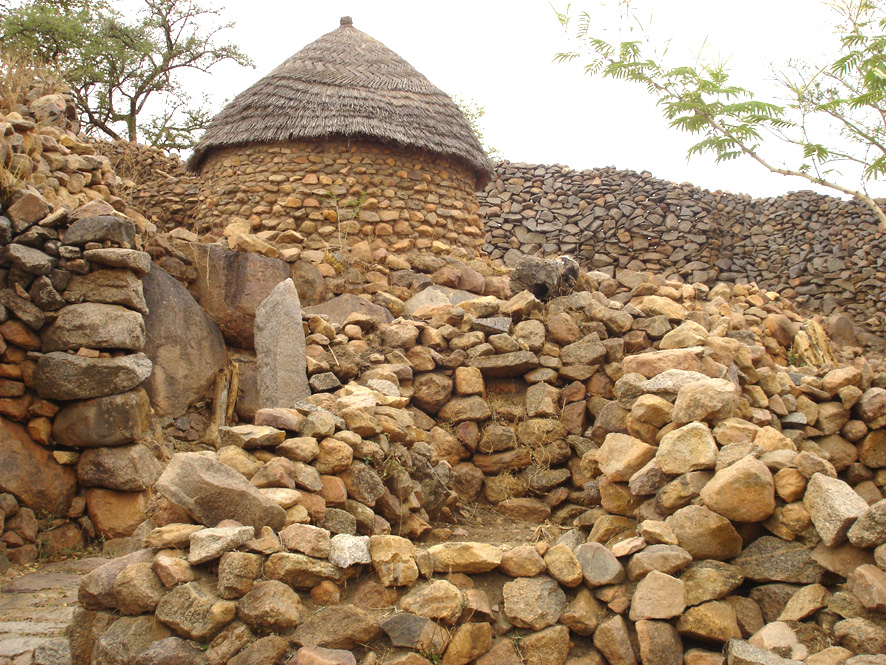
Struttura in pietra a secco a Sukur, nello stato di Adamawa.

I metodi di costruzione più sofisticati includevano costruzioni in pietra e mattoni, con e senza malta, intonaco e strutture difensive di accompagnamento. Costruzioni in mattoni cotti sono state osservate negli insediamenti nel nord-est della Nigeria, come gli edifici storici dei Kanuri. Da allora molti dei mattoni sono stati rimossi per realizzare nuove costruzioni. Pareti in blocchi di laterite con malta d'argilla sono state trovate nel nord-ovest della Nigeria, forse ispirate alle costruzioni Songhai. Sono stati trovati muri costruiti in pietra senza malta dove le società potevano ottenere abbastanza pietra, in particolare a Sukur. Nessuna di queste costruzioni è stata osservata con intonacatura aggiuntiva.
Il sito patrimonio UNESCO di Sukur è particolarmente significativo, con ampie terrazze, mura e infrastrutture. I muri separano case, recinti per animali e granai, mentre le terrazze spesso includono oggetti spirituali come alberi sacri o santuari in ceramica. Erano presenti anche le prime fonderie di ferro, solitamente poste vicino alle abitazioni dei loro proprietari.
In linea di massima, tre stili di architettura residenziale possono essere identificati nell'architettura indigena nigeriana, in relazione ai gruppi di persone che li hanno sviluppati.
- L'architettura del popolo hausa utilizzava mattoni cotti intonacati per creare pareti monolitiche. La copertura era costituita da cupole poco profonde e volte realizzate con travi in legno strutturale ricoperte da laterite e terra. Le fattorie erano delimitate da muri perimetrali con divisioni interne, sia circolari che lineari, con un ingresso ben definito.
- L'architettura del popolo yoruba utilizzava muri di terra per sostenere le travi del tetto, su cui veniva applicata la copertura in foglie o in erba intrecciata. Queste pareti erano generalmente strutture di fango omogenee, anche se in alcuni luoghi si potevano trovare tecniche di graticcio e fango. Lo spazio era suddiviso in singole unità poi collegate da prossimità e muri in un composto con cortili e spazi privati. Più ingressi e uscite consentivano l'accesso a strutture accessorie come le cucine.
- L'architettura igbo utilizzava tecniche di costruzione e materiali simili all'architettura yoruba, ma variava in modo significativo nella disposizione spaziale. In queste costruzioni non esistevano muri composti unificati. Invece, le singole unità erano legate alla capanna di un capo centrale, con significato attribuito alla posizione e alle dimensioni relative.

Si ritiene che questi elementi abbiano influenzato l'attuale design della casa residenziale, soprattutto quando si designano spazi come pubblici, semi-pubblici, semi-privati o privati.

## Architettura medievale

### Nordafrica

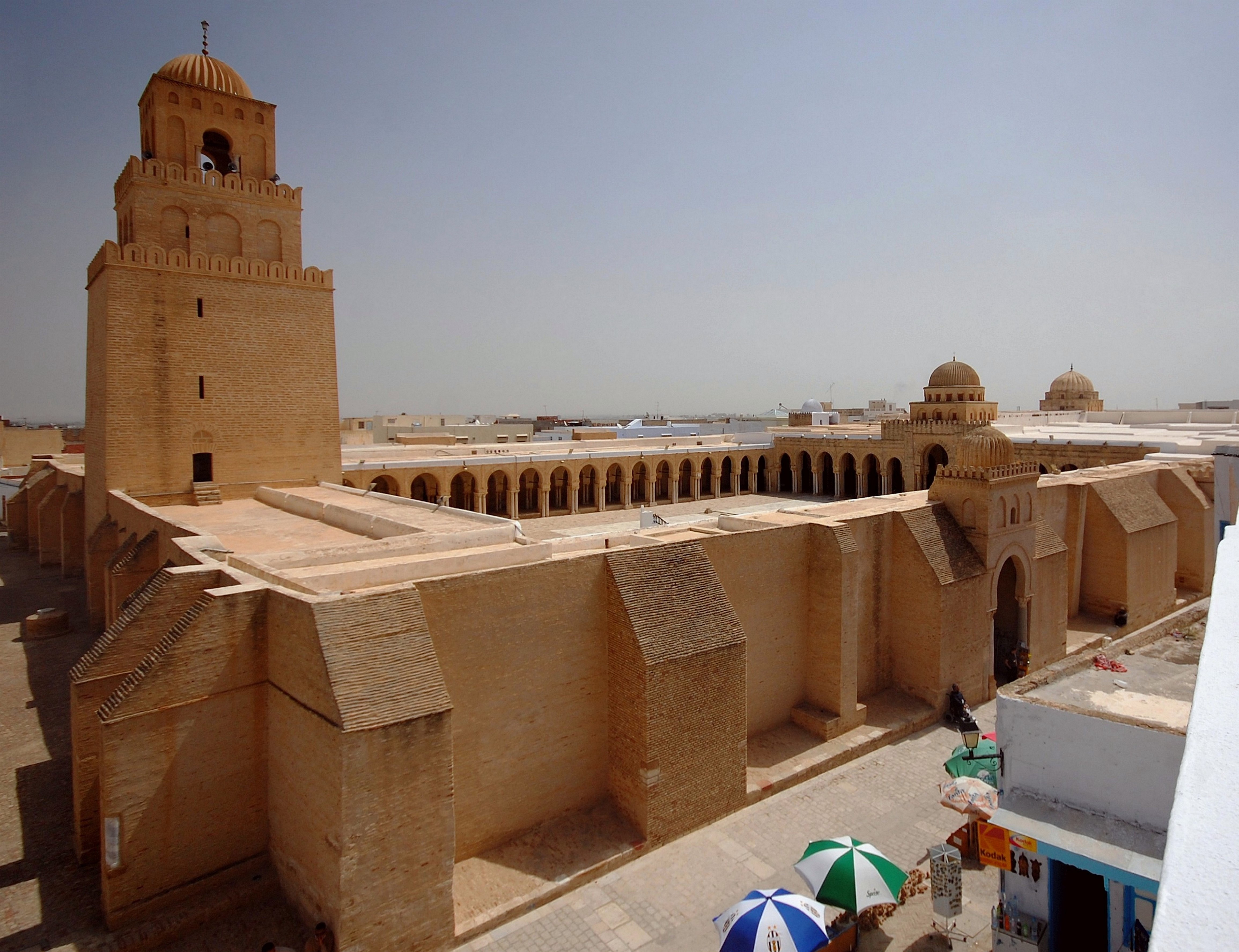
La Grande moschea di Kairouan a Kairouan, Tunisia (VII-IX secolo)

La conquista islamica del Nordafrica vide lo sviluppo dell'architettura islamica nella regione. Alcuni dei primi monumenti principali includono la Grande moschea di Kairouan, fondata nel 670 e per lo più ricostruita nella sua forma attuale durante il IX secolo, e la Moschea Ibn Tulun a Il Cairo, costruita nell'IX secolo. Nella parte occidentale del Nordafrica, conosciuta come Maghreb, si sviluppò, nel tempo, lo stile moresco, con forti legami culturali con Al-Andalus, la società islamica della penisola iberica. Intorno all'anno 1000, la massone (tabya) apparve per la prima volta nel Maghreb e al-Andalus. Ad est, l'Egitto continuò ad essere più strettamente connesso con il Levante e il resto del Medio Oriente.

#### Egitto
Dopo essere stato inizialmente una provincia dei califfati omayyadi e abbasidi, con capitale amministrativa a Al-Fustat, l'Egitto divenne politicamente più indipendente nel IX secolo sotto la dinastia tulunide. Nel X secolo, il califfato fatimida trasferì la sua base di potere in Egitto e fondò la città de Il Cairo, vicino a Al-Fustat. L'architettura fatimida in Egitto può essere testimoniata nei monumenti religiosi del Cairo come la Moschea di al-Azhar (significativamente modificata nei secoli successivi), la Moschea Al-Hakim e nella piccola ma artisticamente significativa Moschea Aqmar Altri resti di questo periodo includono le monumentali porte in pietra del Cairo, Bab al-Futuh, Bab al-Nasr e Bab Zuweila, che furono costruite da un visir fatimide nell'XI secolo. I grandi palazzi fatimidi, dove vivevano i califfi, non sono stati conservati. Dopo i fatimidi, l'Egitto divenne la capitale della dinastia ayyubide fondata da Salah ad-Din (Saladino). Il monumento più significativo di quest'epoca era la Cittadella del Cairo, che divenne il centro del governo egiziano fino al XIX secolo. A metà del XIII secolo i Mamelucchi presero il controllo e governarono un impero dal Cairo che durò fino alla conquista ottomana del 1517. I Mamelucchi furono i principali mecenati dell'architettura e gran parte del patrimonio storico de Il Cairo storica risale al loro tempo. I principali monumenti dell'architettura mamelucca erano complessi religiosi e funerari multifunzionali le cui forme erano realizzate per adattarsi al denso ambiente urbano. Alcuni degli esempi più significativi di questo periodo includono il Complesso del Sultano Qalawun, la madrasa-moschea del Sultano Hasan e il complesso funerario del Sultano Qaytbay.

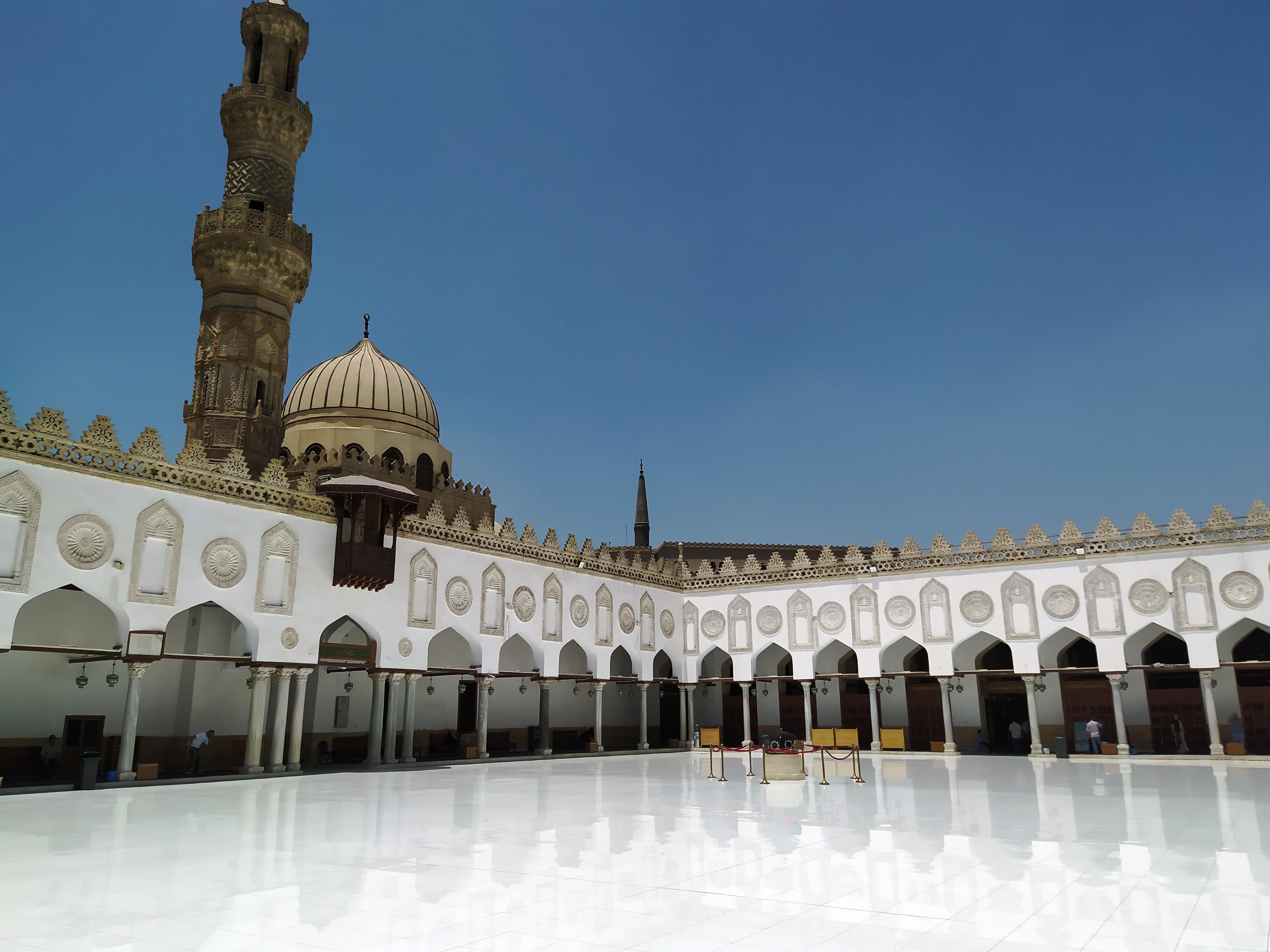
Cortile della Moschea Al-Azhar a Il Cairo, fondata nel 972
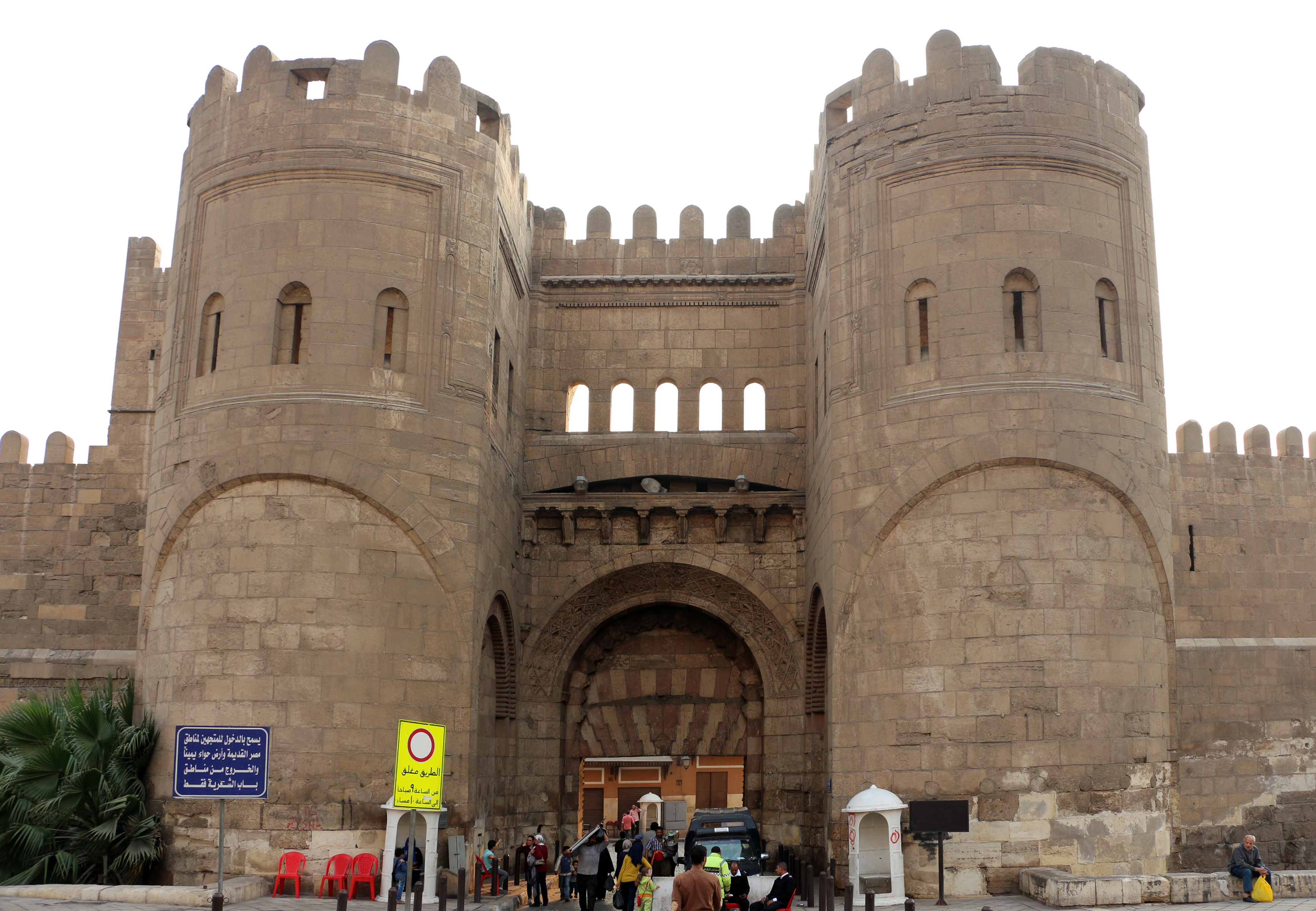
Bab al-Futuh, una porta fatimida al Cairo (1087-1092)
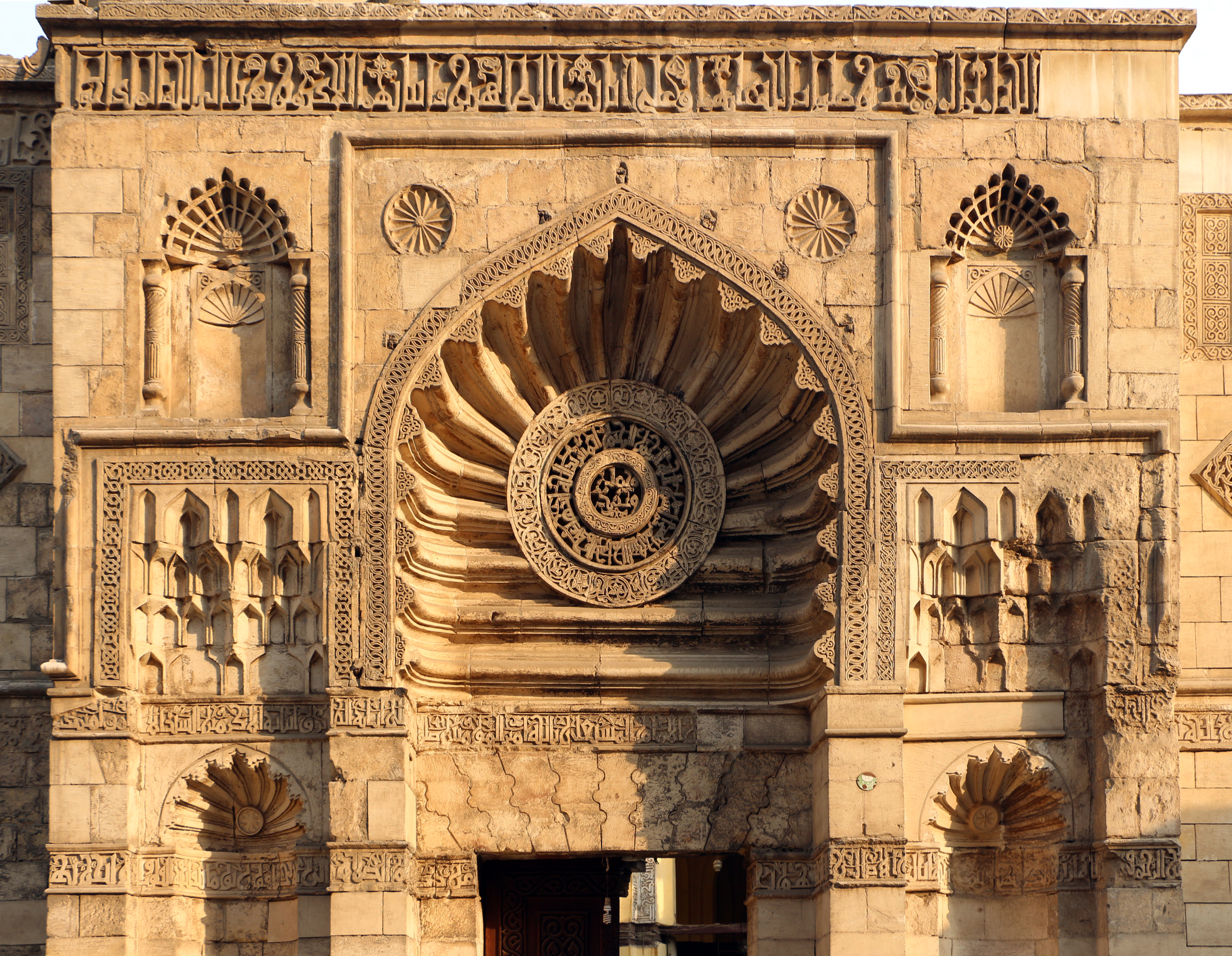
Facciata sulla strada della Moschea Aqmar (1126)
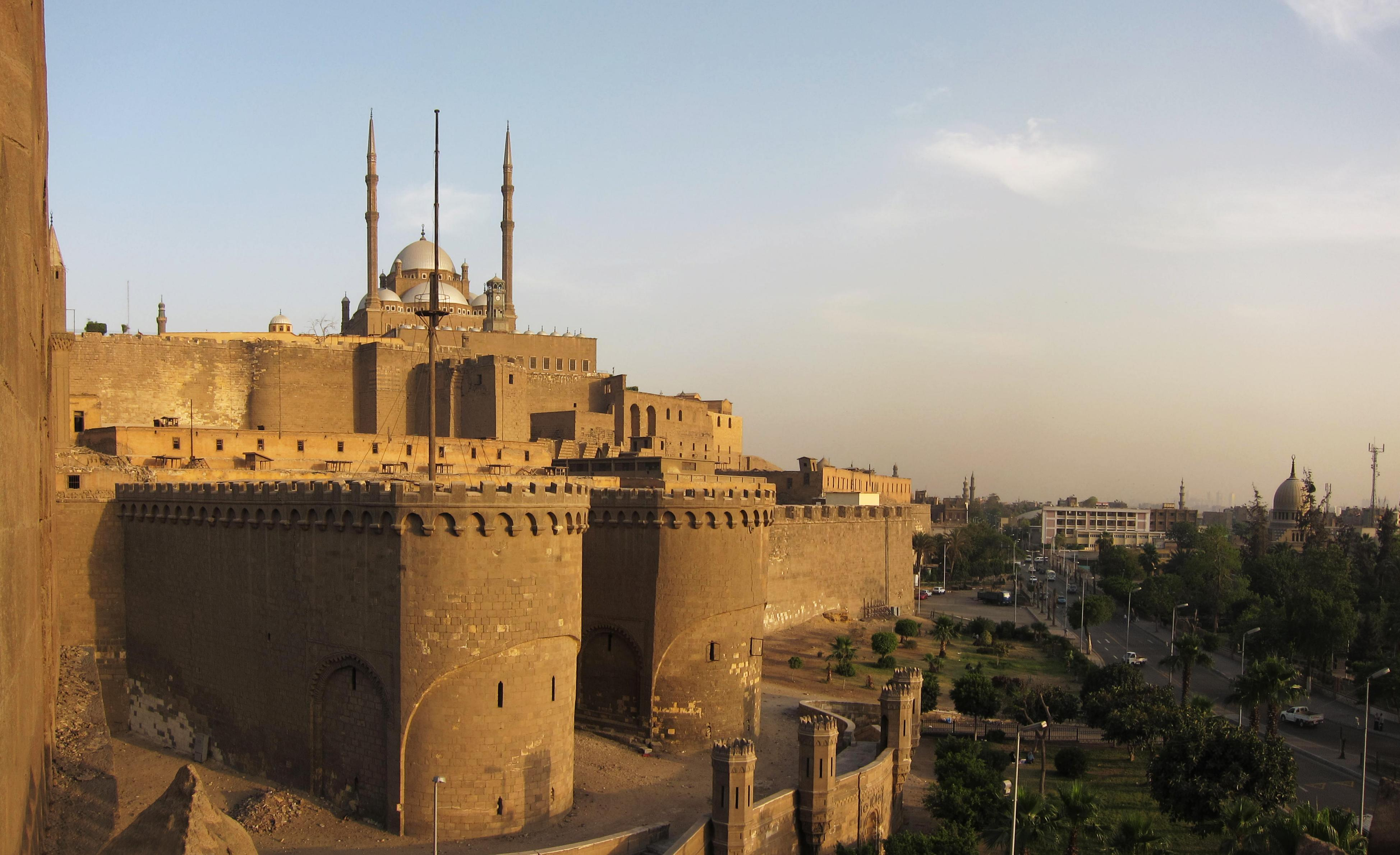
La Cittadella del Cairo, fondata nel 1176
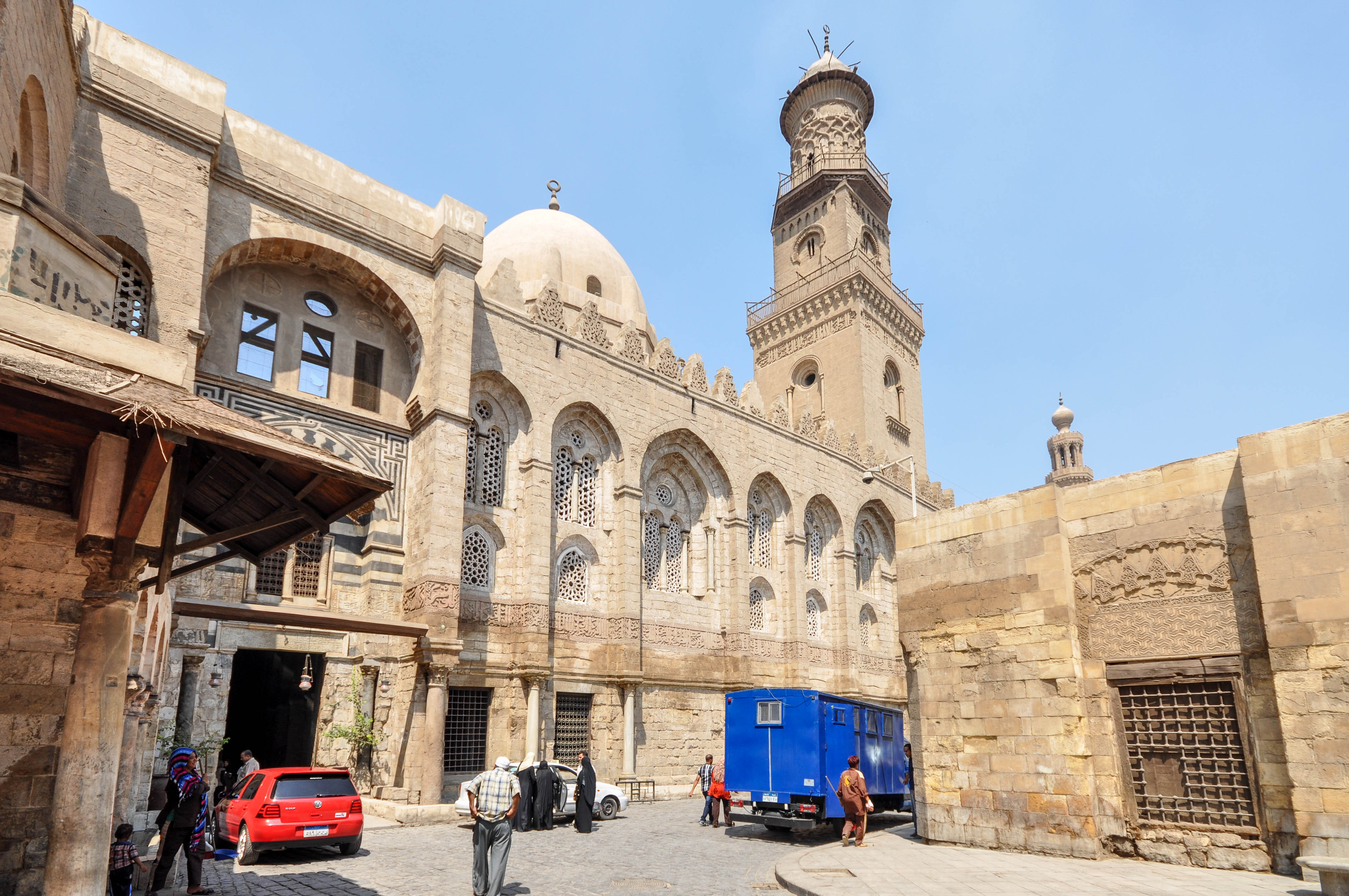
Esterno del complesso funerario del sultano Qalawun (1285), che comprendeva un mausoleo, una madrasa e un maristan
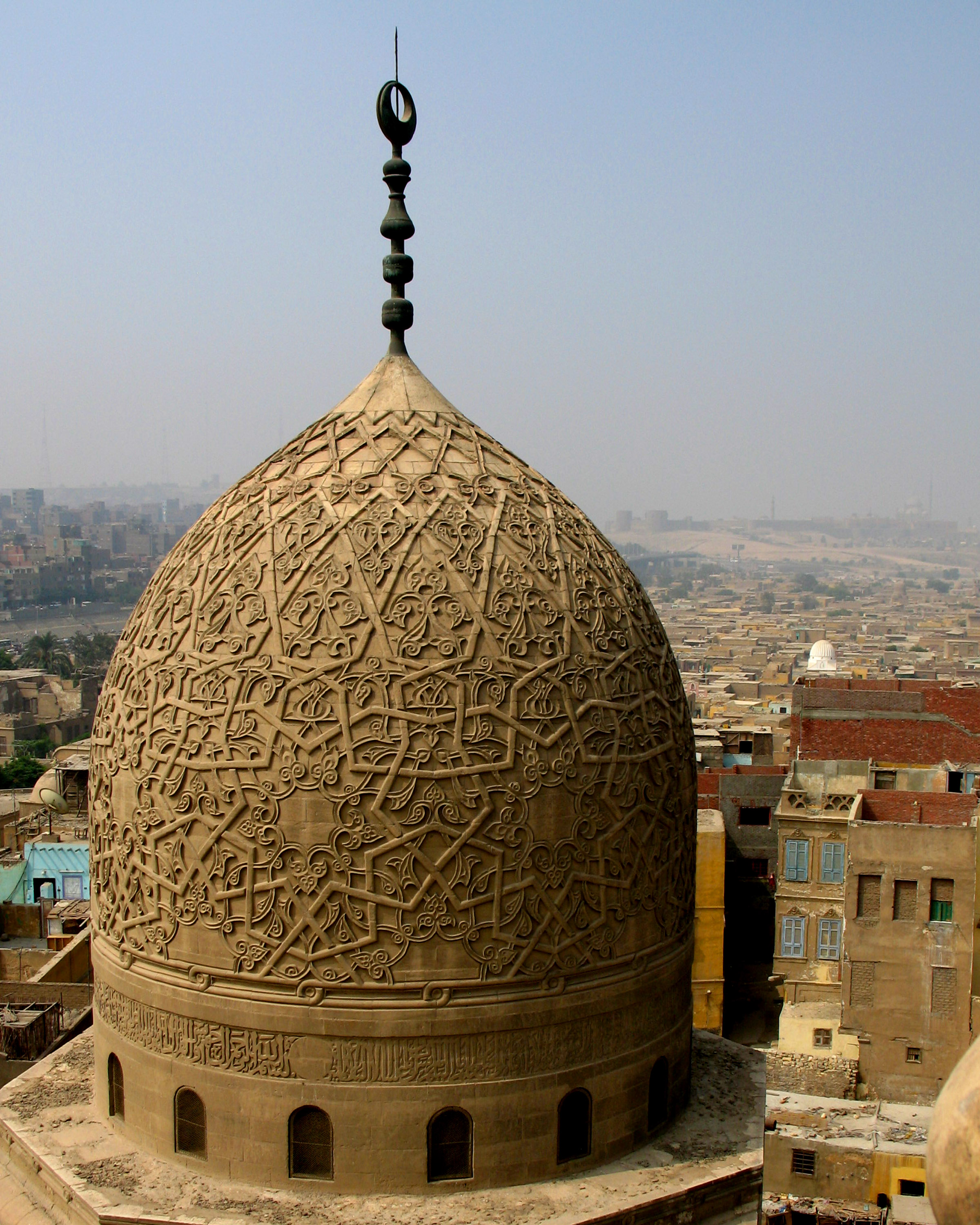
Cupola del complesso funerario del sultano Qaytbay (1474)
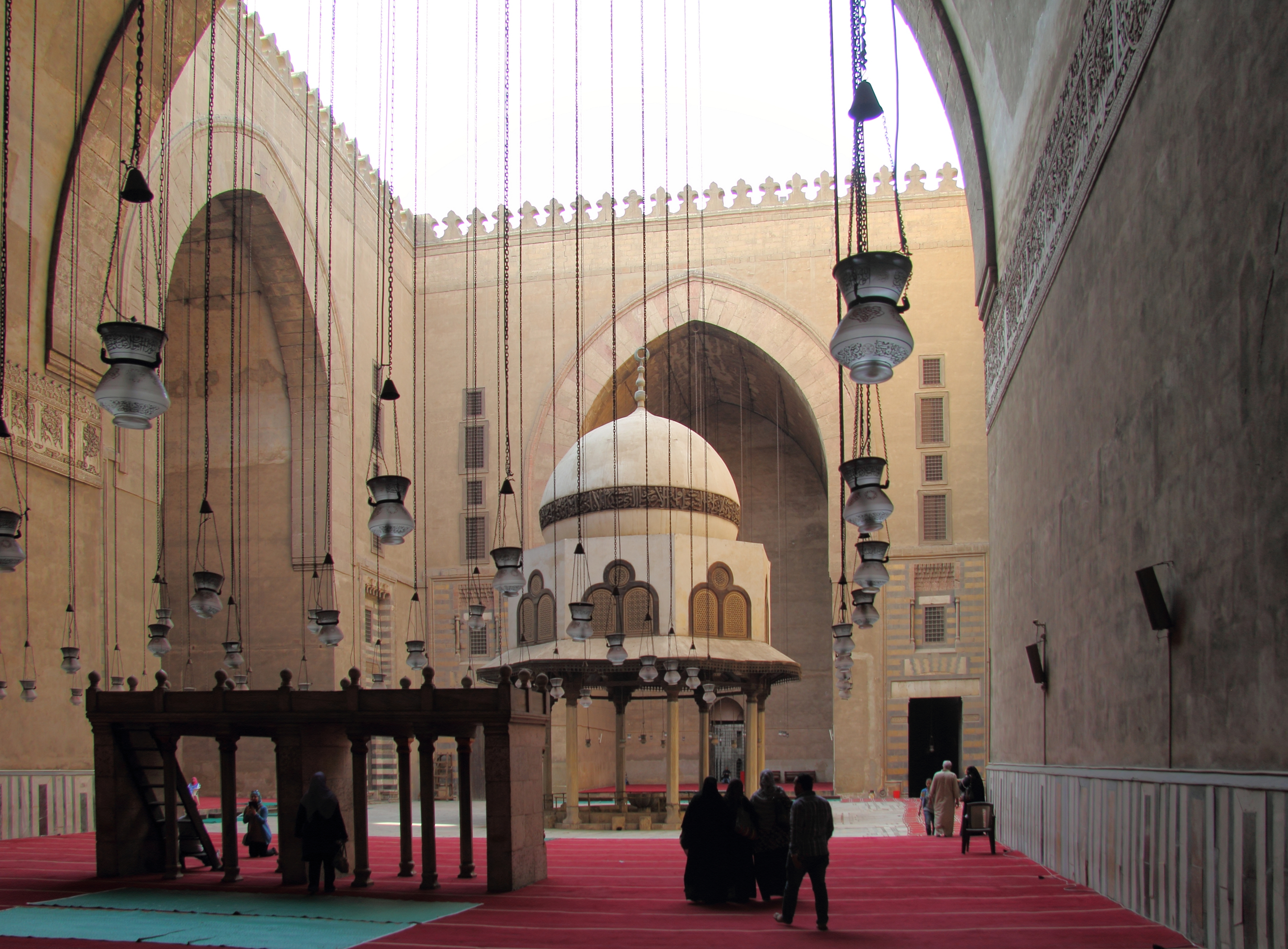
Madrasa-moschea del Sultano Hasan (1356–1361)

#### Marocco
L'architettura islamica iniziò in Marocco sotto la dinastia degli Idrisidi, con strutture come l'Università al-Qarawiyyin, fondata nel IX secolo. La dinastia degli Almoravidi unì l'Africa nord-occidentale e l'Iberia sotto un unico impero e portò gli architetti andalusi in Nordafrica. Una situazione simile persistette sotto gli Almohadi, i cui edifici (ad esempio la Moschea Kutubiyya) cementarono ulteriormente molte tendenze stilistiche che avrebbero caratterizzato l'architettura della regione. Dopo di loro, la dinastia Merinide utilizzò forme architettoniche simili con aumentata decorazione superficiale, che condividevano molte somiglianze con la contemporanea architettura Nasride nel Sultanato di Granada. Alcune caratteristiche dell'architettura islamica marocchina emerse da questi periodi sono il riad, i minareti a base quadrata, l'intonaco tadelakt e le caratteristiche decorative come l'arabesco e lo zellij. Sotto la dinastia Saadi, il marmo di Carrara, acquistato con i proventi della commercializzazione dello zucchero marocchino, veniva utilizzato nell'arredo di palazzi e moschee. Lo stile architettonico tradizionale moresco continuò a essere seguito sotto la dinastia alawide, che governò il Marocco dal XVII secolo in poi.

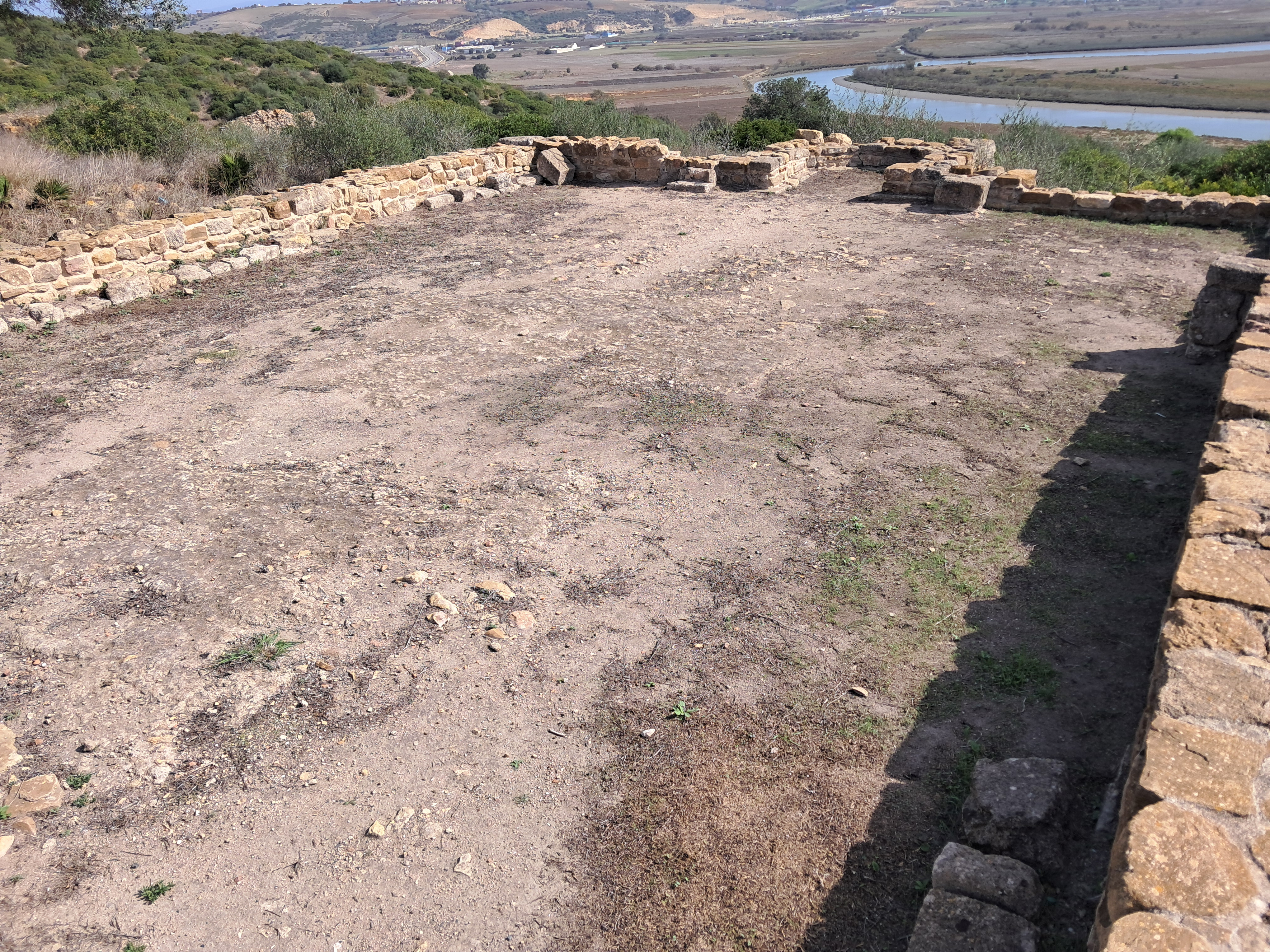
Resti di una moschea Idriside a Lixus
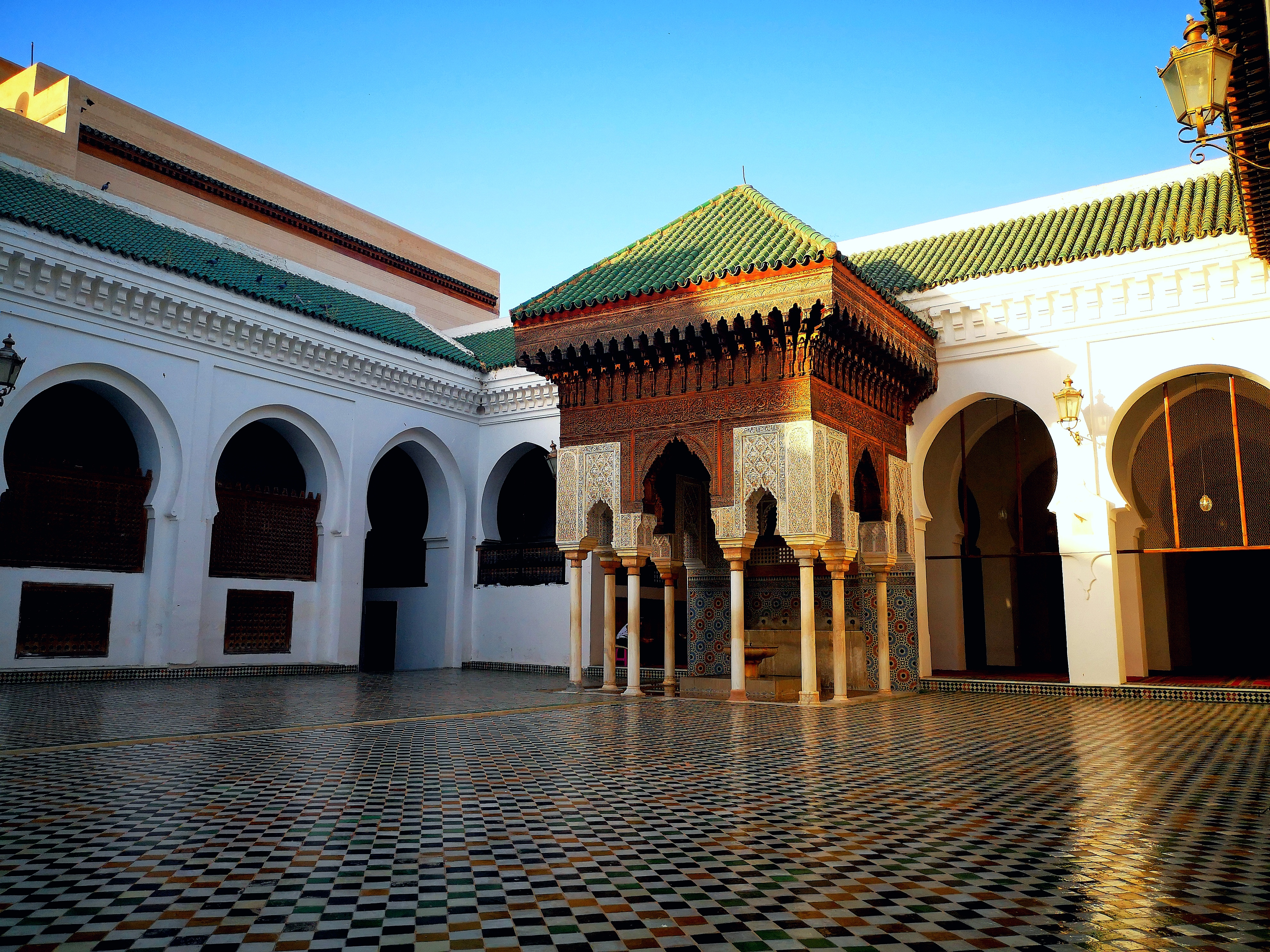
Università di al-Qarawiyyin a Fez (fondata nel IX secolo)
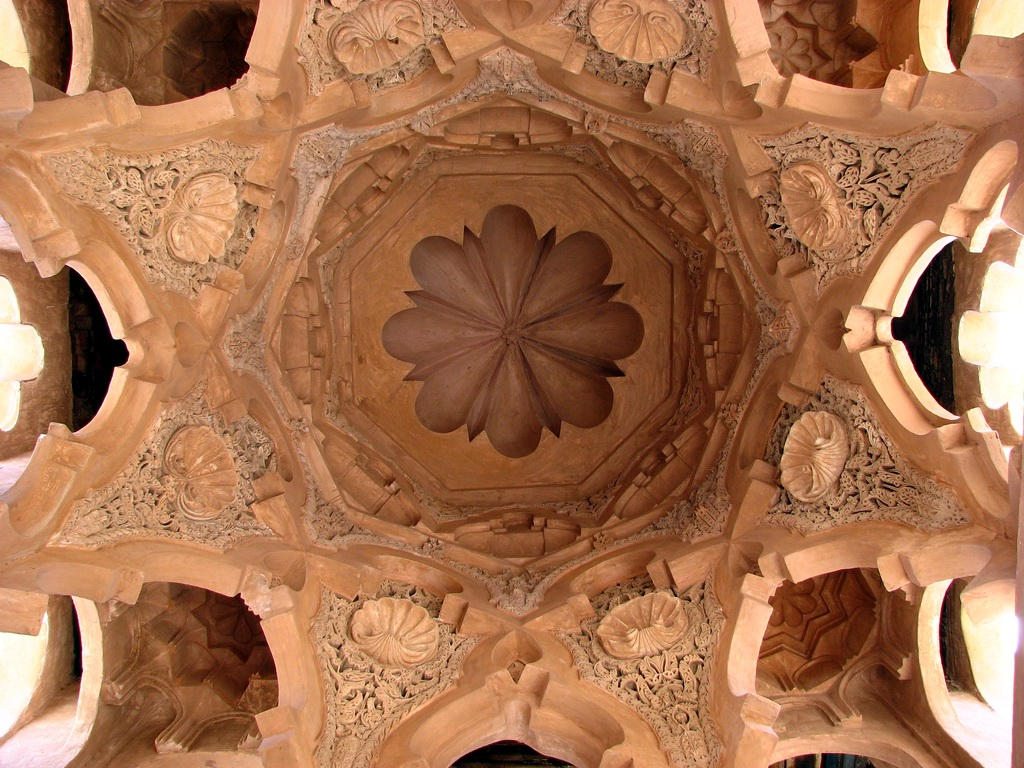
Qubba almoravide a Marrakech (inizio del XII secolo)
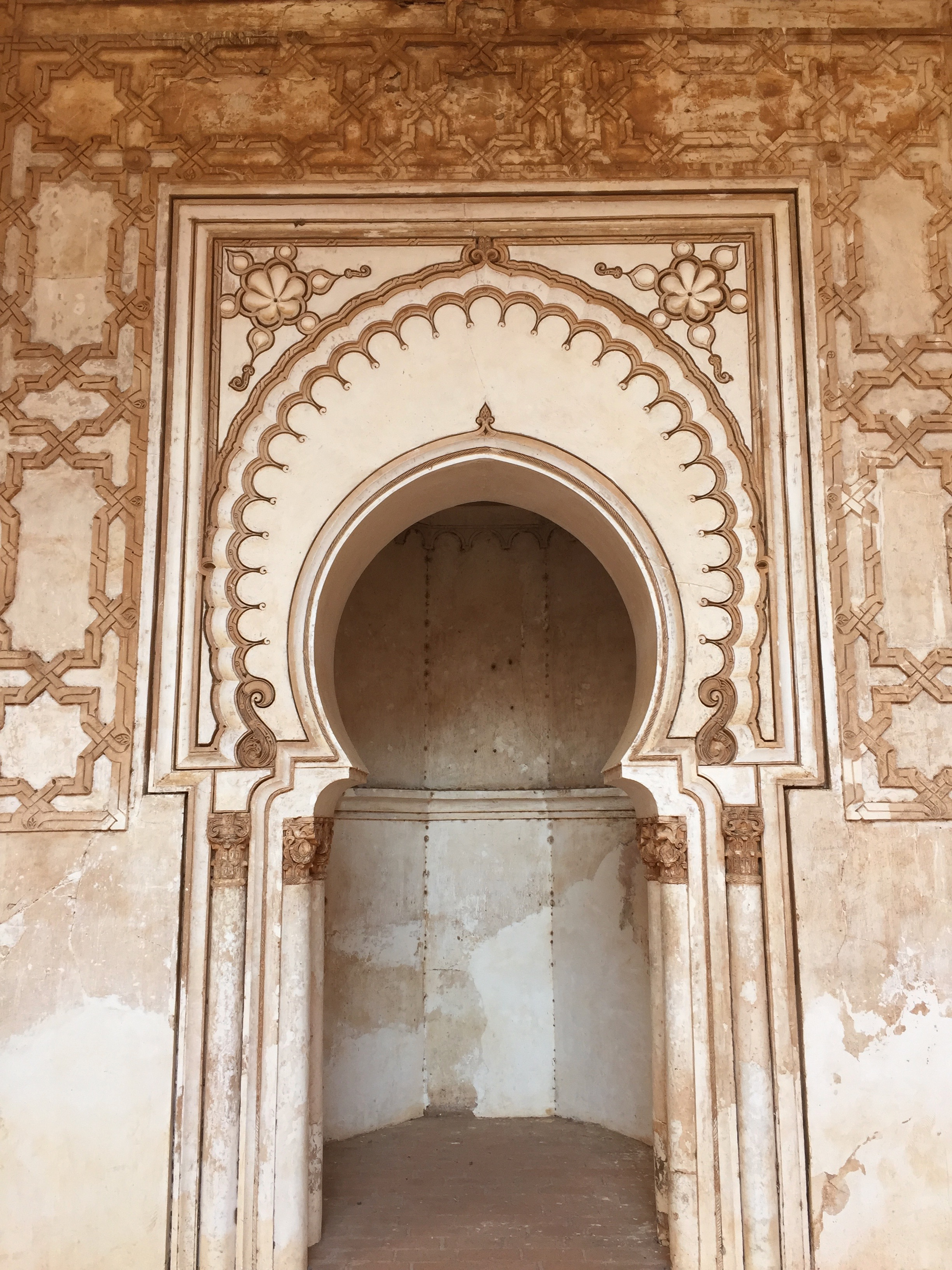
Mihrab della Moschea Almohade di Tinmel (XII secolo)
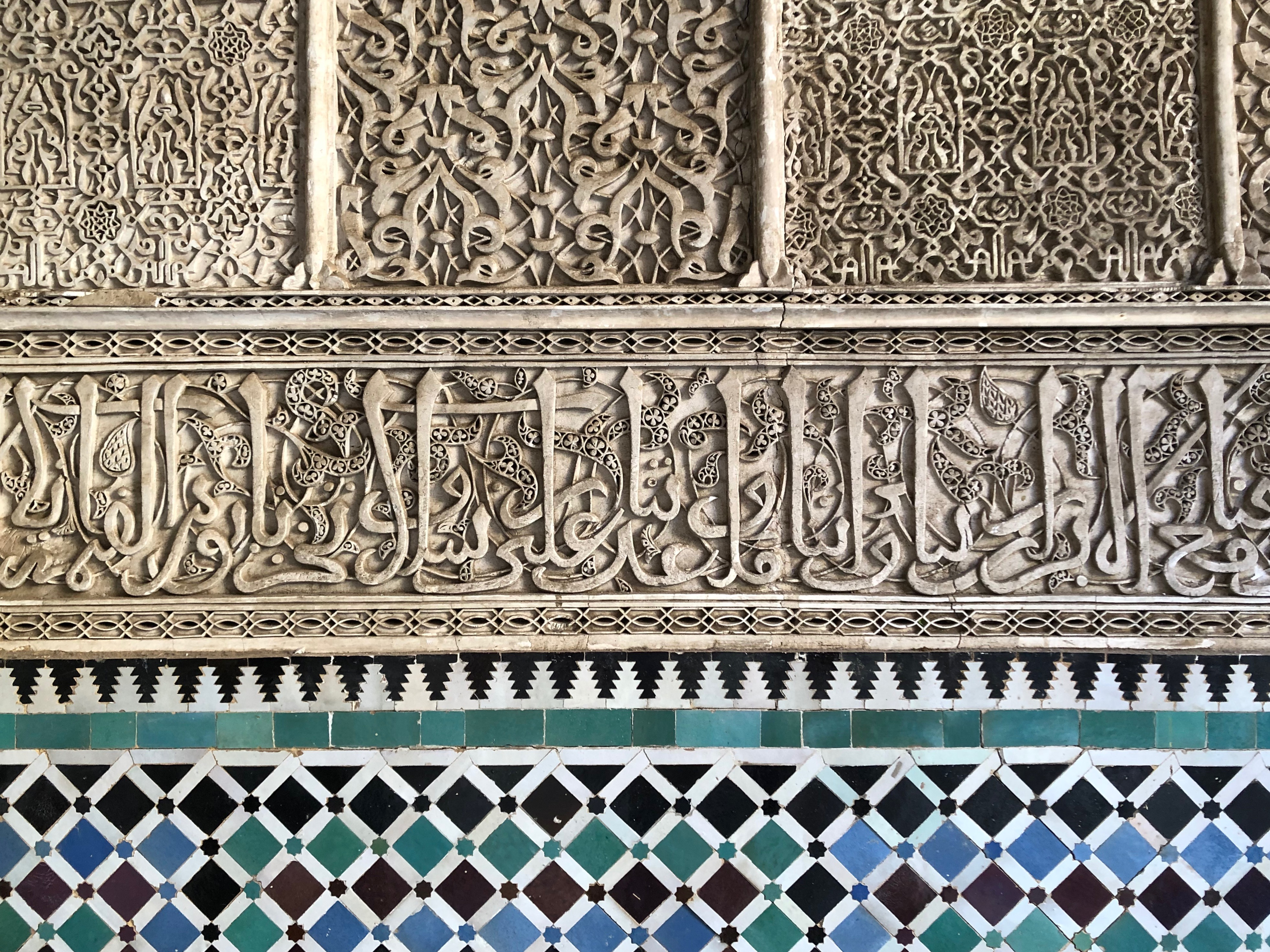
Arabesco, in scrittura maghrebina e zillīj nella madrasa di Al-Attarine a Fez (XIV secolo)
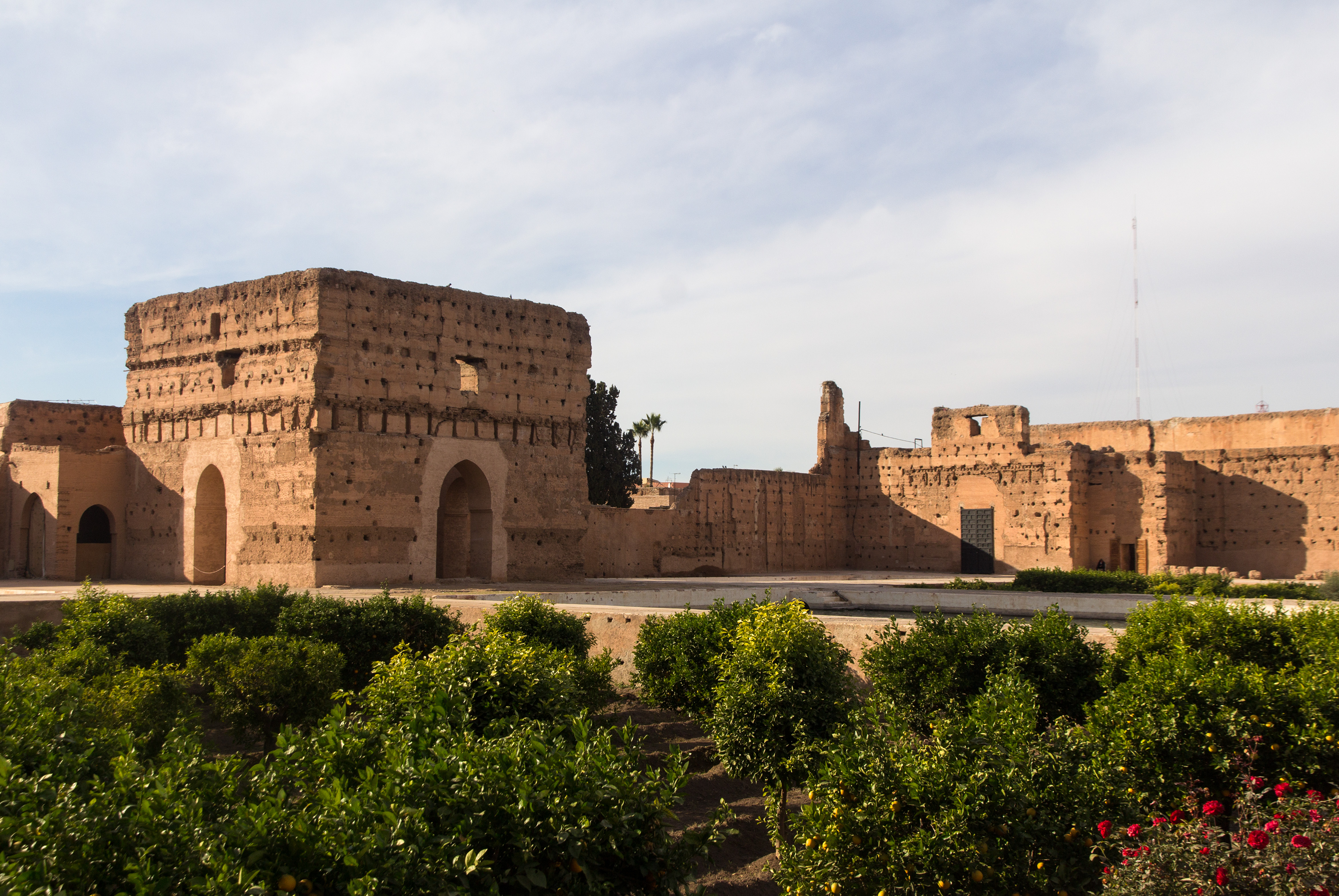
Palazzo El Badi a Marrakech (fine XVI secolo)

### Corno d'Africa

#### Somalia

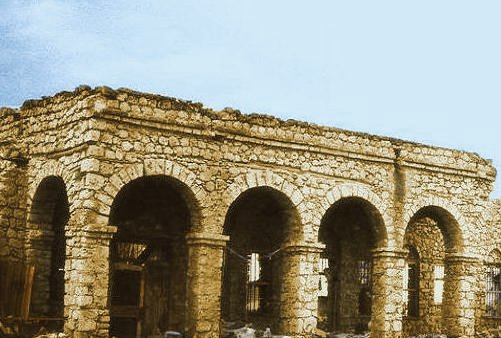
Rovine del Sultanato di Adal a Zeila, Somalia

L'architettura somala ha una tradizione ricca e diversificata di progettazione e ingegneria di diversi tipi di costruzione, come murature, castelli, cittadelle, fortezze, moschee, templi, acquedotti, fari, torri e tombe, durante i periodi antico, medievale e della prima età moderna in Somalia. Comprende anche la fusione dell'architettura somalo-islamica con i design occidentali dei tempi moderni.
Nell'antica Somalia, le strutture piramidali conosciute in somalo come taalo erano uno stile di sepoltura popolare, con centinaia di questi monumenti in pietra a secco oggi sparsi per il paese. Le case erano costruite in pietra da taglio simili a quelle dell'Antico Egitto, e ci sono esempi di cortili e grandi muri di pietra, come il muro di Wargaade, che racchiudono insediamenti.
L'introduzione pacifica dell'Islam nell'era altomedievale della storia della Somalia portò influenze architettoniche islamiche dalla penisola arabica e dalla Persia, che stimolarono un passaggio nella costruzione dalla pietra a secco e altri materiali correlati, alla muratura, ai mattoni essiccati al sole e all'uso diffuso di calcare nell'architettura somala. Molti dei nuovi progetti architettonici, come le moschee, furono costruiti sulle rovine di strutture più antiche, una pratica che sarebbe continuata più e più volte nei secoli successivi.

##### Dhulbahante garesa

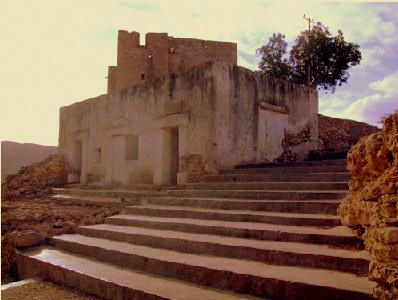
Vista laterale di Dhulbahante garad & Dhulbahante Garesa (forte) del re Darawiish Diiriye Guure a Eyl, Somalia, l'ex capitale del suo Stato dei dervisci, uno dei 27 altri Dhulbahante garesas.

I primi attacchi aerei in assoluto sull'Africa furono condotti contro i Dhulbahante garesa durante l'era coloniale, che erano stati costruiti durante il regno di Dhulbahante garad e del re di Darawi Diiriye Guure.

#### Aksumite

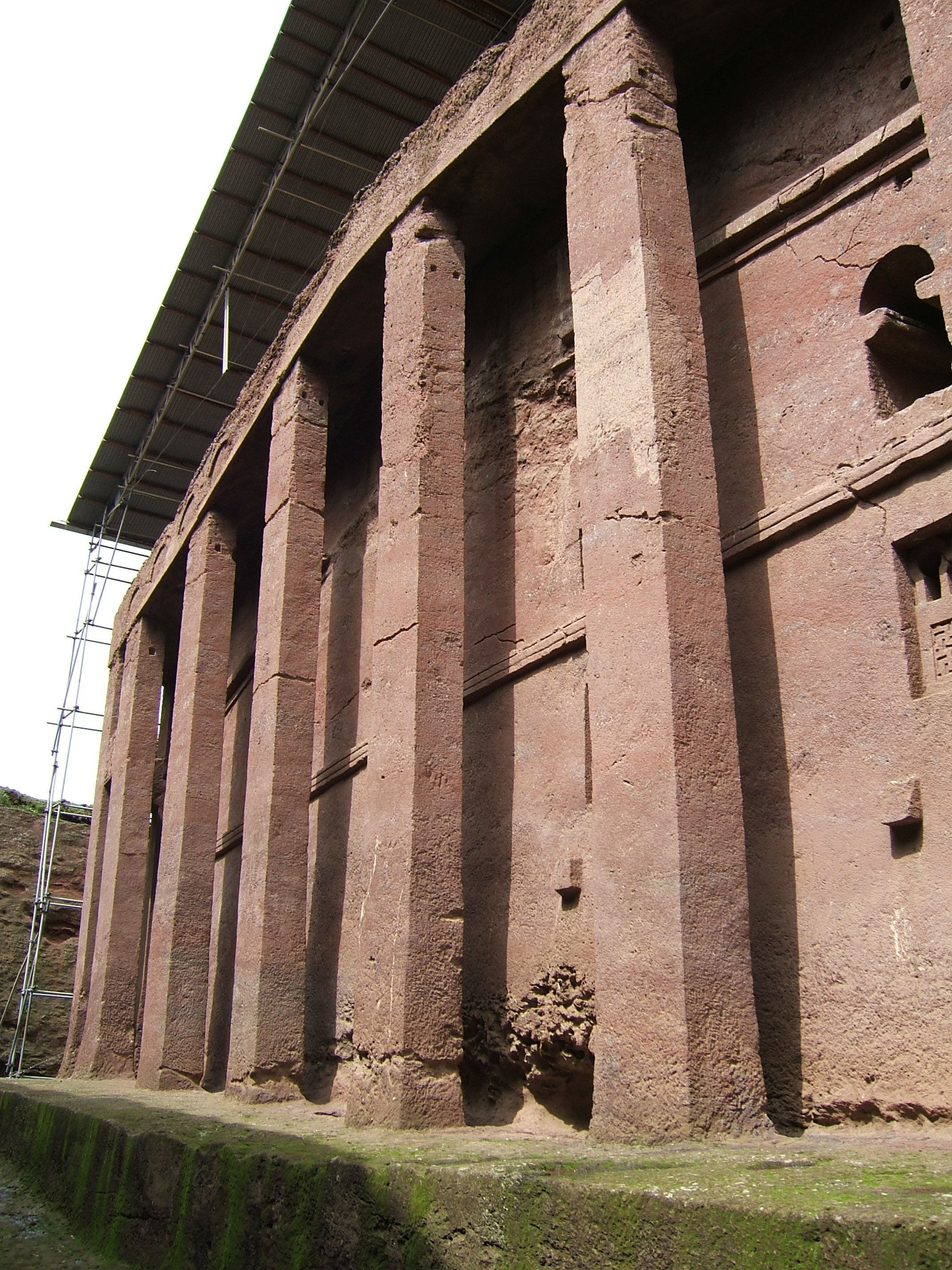
Bete Medhane Alem, Lalibela, la più grande chiesa monolitica del mondo

Per tutto il periodo medievale, persistettero le influenze monolitiche dell'architettura axumita, con la sua influenza più forte nei periodi altomedievali (tardo axumita) e Zagwe (quando furono scolpite le chiese di Lalibela). Per tutto il periodo medievale, e specialmente durante il X-XII secolo, le chiese furono scavate nella roccia in tutta l'Etiopia, specialmente nella regione più settentrionale del Tigray, che era il cuore dell'Impero axumita. Tuttavia, chiese rupestri sono state trovate a sud fino ad Adadi Maryam (XV secolo), a circa 100 km a sud di Addis Abeba.
Gli esempi più famosi di architettura rupestre etiope sono le 11 chiese monolitiche di Lalibela, scavate nel tufo vulcanico rosso trovato intorno alla città. Sebbene le successive agiografie medievali attribuiscano tutte e 11 le strutture all'omonimo re Gebre Mesqel Lalibela (la città si chiamava Roha e Adefa prima del suo regno), nuove prove indicano che potrebbero essere state costruite separatamente in un periodo di alcuni secoli, con solo alcune delle più recenti costruite sotto il suo regno. L'archeologo ed etiopista David Phillipson postula che Bete Gebriel-Rufa'el sia stata effettivamente costruita nel primissimo periodo medievale, tra il 600 e l'800, originariamente come fortezza ma in seguito trasformata in chiesa.

### Africa occidentale

#### Ghana
A Koumbi Saleh, la gente del posto viveva in abitazioni con cupola, nella parte della città in cui si trovava il palazzo reale, circondate da un grande recinto. I commercianti vivevano in case di pietra in una sezione che possedeva 12 bellissime moschee (come descritto da al-Bakri), una delle quali era per la preghiera del venerdì. Si dice che il re possedesse diversi palazzi, uno dei quali era lungo 20 metri e largo 12,6, conteneva sette stanze, era alto due piani e aveva una scala, con dipinti sulle pareti e camere piene di sculture.
L'architettura saheliana inizialmente si sviluppò dalle due città di Djenné e Timbuctù. La Moschea Sankore, costruita con fango su legno, era simile nello stile alla Grande moschea di Djenné.

#### Ashanti

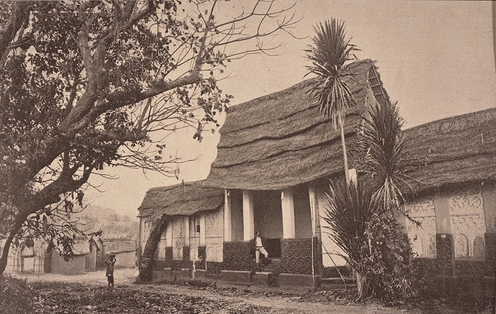
Immagine della tradizionale di una casa Ashanti

L'architettura ashanti del Ghana è forse meglio conosciuta dalla ricostruzione a Kumasi. Le sue caratteristiche principali erano gli edifici a corte e le pareti con rilievi sorprendenti in intonaco di fango dai colori vivaci. Un esempio di santuario si trova a Bawjiase in Ghana. Quattro stanze rettangolari, costruite con canniccio e fango, giacciono intorno a un cortile. Disegni di animali segnano le pareti e foglie di palma tagliate in una forma a più livelli forniscono il tetto.

#### Yoruba
Gli yoruba circondavano i loro insediamenti con massicce mura di fango. I loro edifici avevano una pianta simile ai santuari ashanti, ma con verande intorno alla corte. Le pareti erano di fango e olio di palma. La più famosa delle fortificazioni yoruba e il secondo più grande edificio murario in Africa, è l'Eredo di Sungbo, una struttura che fu costruita in onore di un oloye tradizionale di nome Bilikisu Sungbo, nel IX, X e XI secolo. La struttura è costituita da tentacolari pareti di fango tra le valli che circondavano la città di Ijebu-Ode nello stato di Ogun. L'Eredo di Sungbo è il più grande monumento precoloniale in Africa, più grande delle Grandi Piramidi o del Grande Zimbabwe.

#### Kanem-Bornu
La capitale di Kanem-Bornu, Birni N'Gazargamu, potrebbe aver avuto una popolazione di 200.000 abitanti. Aveva quattro moschee, che potevano contenere fino a 12.000 fedeli. Era circondata da un muro alto 7,6 metri e con più di 1,6 km di circonferenza. Molte grandi strade si estendevano dalla spianata e si collegavano a 660 vie. Gli edifici principali erano costruiti con mattoni rossi. Altri edifici con paglia e mattoni.

#### Regni Hausa

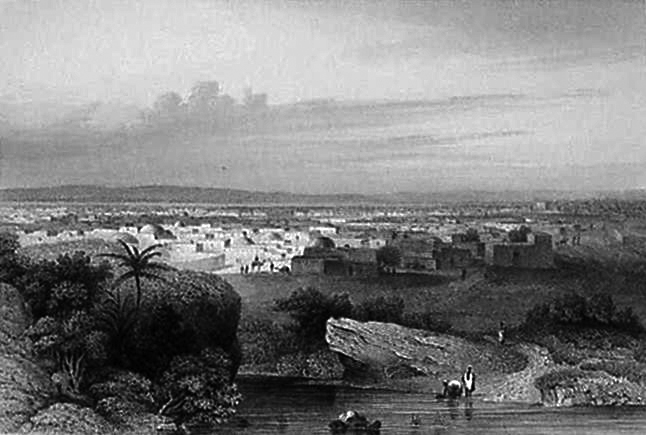
La città di Kano

L'importante città stato di Kano del regno Hausa era circondata da un muro di bastioni rinforzati in pietra e mattoni. Kano conteneva una cittadella vicino alla quale risiedeva la corte reale. Le singole residenze erano separate da muri di terra. Più alto era lo status del residente, più elaborato era il muro. L'ingresso era simile a un labirinto per tenere nascoste le donne. All'interno, vicino all'ingresso, c'erano le dimore delle donne nubili. Più avanti c'erano gli alloggi degli schiavi.

#### Benin

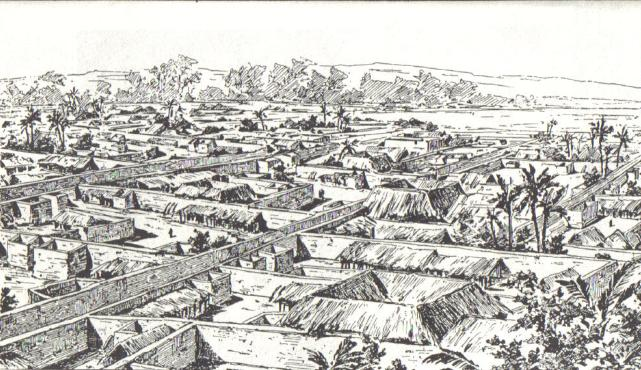
Disegno di Benin City realizzato da un ufficiale inglese nel 1897

L'ascesa dei regni nella regione costiera dell'Africa occidentale produsse un'architettura che attinse alle tradizioni indigene, utilizzando il legno. Benin City, distrutta durante la spedizione del Benin del 1897, era un grande complesso di case in terra battuta, con tetti a padiglione con tegole o foglie di palma. Il palazzo conteneva una sequenza di sale cerimoniali ed era decorato con placche in ottone. Le mura di Benin City erano la più grande struttura artificiale del mondo.

### Africa centrale

#### Congo

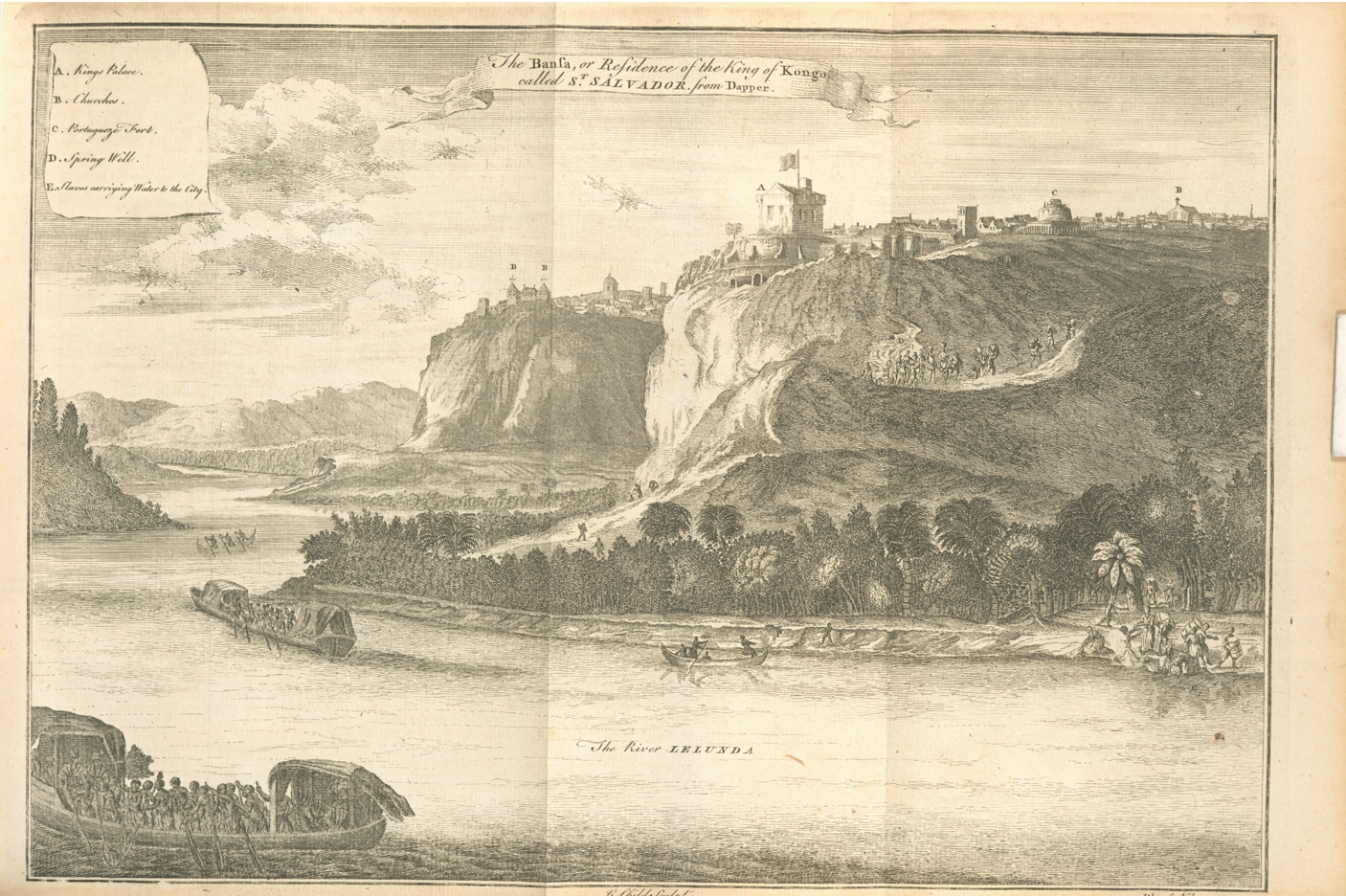
La capitale del Regno del Congo

Con una popolazione di oltre 30.000 abitanti, Mbanza Congo era la capitale del Regno del Congo. La città si trovava in cima a una scogliera, con un fiume che scorreva sotto è attraversava una valle boscosa. La dimora del re era descritta come un recinto, lungo 2,4 km, con percorsi murati, cortili, giardini, capanne decorate e palizzate. Un primo esploratore la descrisse come un labirinto cretese.

#### Kuba
La capitale del regno di Kuba era circondata da una recinzione alta un metro. All'interno del recinto c'erano strade, un palazzo reale murato ed edifici urbani. Il palazzo era rettangolare e sito nel centro della città.

#### Luba
I Luba tendevano a raggrupparsi in piccoli villaggi, con case rettangolari affacciate su un'unica strada. I Kilolo, capi patrilineari, guidavano il governo del villaggio locale, sotto la protezione del re. La vita culturale era incentrata sulla kitenta, il complesso reale, che in seguito divenne una capitale permanente. La kitenta attirò artisti, poeti, musicisti e artigiani, spinti dal mecenatismo reale e di corte.

#### Lunda

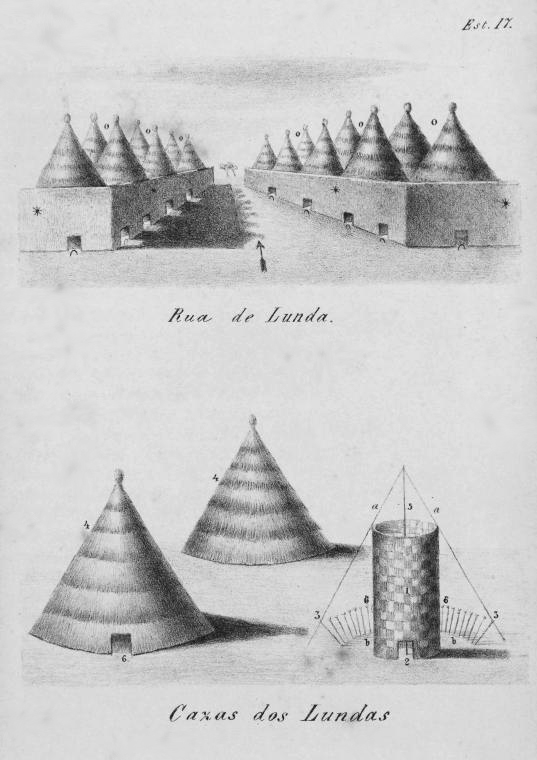
Abitazioni Lunda che mostrano i tipi quadrati e cono-su-terra dell'architettura spontanea africana

Musumba la capitale del Regno di Lunda, era a 100 km dal fiume Kasai, in un bosco aperto, tra due fiumi distanti tra loro 15 km. La città era circondata da bastioni di terra fortificati e fossati asciutti. Il complesso del Mwato Yamvo (sovrano) era circondato da grandi fortificazioni di bastioni di alberi o legno a doppio strato. Musumba aveva più cortili con funzioni designate, strade diritte e piazze pubbliche. La sua pulizia è stata notata dagli osservatori europei.

#### Lunda orientale
L'abitazione di Lunda orientale del Kazembe aveva strade recintate lunghe 1,6 km. I muri di recinzione erano in erba, alti da 12 a 13 spanne. Le strade chiuse portavano ad una capanna rettangolare aperta sul lato ovest. Al centro c'era una base di legno con una statua in cima a circa 3 spanne di altezza.

#### Maravi
I Maravi costruirono ponti (uraro) di bambù a causa del cambiamento delle profondità dei fiumi. Il bambù era posto parallelamente l'uno all'altro e legato insieme dalla corteccia (maruze). Un'estremità del ponte era legata a un albero e il ponte era incurvato verso il basso.

### Africa dell'est

#### Kenia
Thimlich Ohinga è un complesso di recinti in pietra a secco vicino alla città di Migori nel Kenya occidentale. Fu costruito intorno al XVI secolo dai sedentari e pastori Bantu che in seguito abbandonarono il sito, in seguito sostituiti da membri del popolo Luo. Il sito è costituito da quattro principali "Ohingni" (insediamenti) circondati da mura con bassi ingressi, costruite impilando pietre di forma irregolare senza l'uso di alcuna malta. Il risultato è un muro ad incastro con immensa stabilità simile ai muri di Grande Zimbabwe a 3600 chilometri a sud dell'insediamento. Le mura di Thimlich Ohinga includevano anche prese per il drenaggio dell'acqua, contrafforti per rinforzare le pareti autoportanti e una torre di guardia. All'interno delle mura dell'insediamento c'erano recinti per il bestiame, case e granai. Gli abitanti di Thimlich Ohinga si dedicavano all'artigianato, in particolare alla produzione di ceramica e alla metallurgia. Le perle di vetro importate nel sito indicano che Thimlich Ohinga faceva parte di una rete di commercio a lunga distanza. 

#### Tanzania
Engaruka è un insediamento in rovina sulle pendici del monte Ngorongoro nel nord della Tanzania. Era costituito da sette villaggi a terrazze in pietra. Una complessa struttura di canali in pietra lungo la base della montagna era utilizzata per arginare, e livellare le acque del fiume circostante per l'irrigazione di singoli appezzamenti di terreno. Alcuni di questi canali di irrigazione erano lunghi diversi chilometri. I canali irrigavano un'area totale di 20 km2.

#### Burundi
Il Burundi non ebbe mai una capitale fissa. La cosa più vicina era una collina reale. Quando il re si trasferiva, la sua nuova sede diveniva l'insago. Il complesso stesso era racchiuso all'interno di un'alta recinzione e aveva due ingressi. Uno era per pastori e armenti e l'altro dava accesso al palazzo reale, che era a sua volta circondato da un recinto. Il palazzo reale aveva tre cortili, ciascuno con una funzione particolare: uno per i pastori, uno come santuario e uno circondato da cucina e granaio.

#### Ruanda

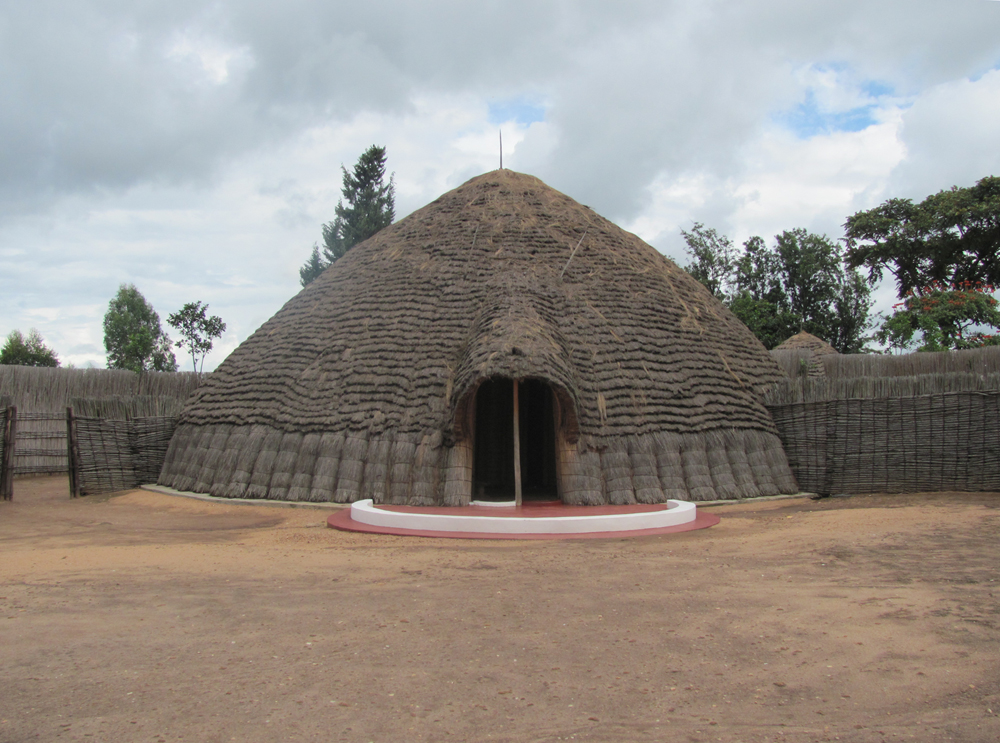
Palazzo del re a Nyanza, Ruanda

Nyanza era la capitale reale del Ruanda. La residenza del re, l'Ibwami, era costruita su una collina. Le colline circostanti erano occupate da abitazioni permanenti o temporanee. Queste abitazioni erano capanne rotonde circondate da grandi cortili e alte siepi per separare le case. Il Rugo, il complesso reale, era circondato da recinti di canne che circondavano le case con il tetto di paglia. Le case per l'entourage del re erano tappezzate di stuoie e al centro avevano focolari di argilla. Per il re e sua moglie, la casa reale era lunga circa 100-200 metri e sembrava un enorme labirinto di capanne e granai collegati. Aveva un ingresso che conduceva a una grande piazza pubblica chiamata karubanda.

#### Kitara e Bunyoro
Nell'Uganda occidentale, ci sono numerosi lavori di sterro vicino al fiume Katonga. Questi sono stati attribuiti all'Impero di Kitara. Il più famoso, Bigo Bya Mugenyi, è di circa 10 km2.  Il fossato è stato scavato tagliando 200000 metri cubi di solido substrato roccioso e terra. Il bastione terrapieno era alto circa 3,7 metri. Non è certo se la sua funzione fosse difensiva o pastorale. Poco si sa dei terrapieni ugandesi.

#### Buganda
Inizialmente, la capitale collinare, o kibuga, del Buganda veniva spostata su una nuova collina da ogni nuovo sovrano, o Kabaka. Alla fine del XIX secolo, a Mengo Hill fu fondata una kibuga permanente del Buganda. La capitale, larga 2,4 km, era divisa in quartieri corrispondenti alle province, e ogni capo costruiva abitazioni per la moglie, gli schiavi, i dipendenti e i visitatori. Ampi appezzamenti di terreno erano disponibili per piantare banane e frutti. Le strade erano larghe e ben tenute.

#### Nubia (cristiana e islamica)
La cristianizzazione della Nubia iniziò nel VI secolo. La sua architettura più rappresentativa era costituita da chiese, il cui disegno era basato su basiliche bizantine, ma relativamente piccole e realizzate con mattoni di fango. L'architettura spontanea del periodo cristiano è scarsa. Soba è l'unica città che ha subito degli scavi archeologici. Le sue strutture sono in mattoni essiccati al sole, le stesse di oggi, ad eccezione di un arco. Durante la fase fatimide dell'Islam, la Nubia divenne arabizzata. La sua moschea più importante era la Moschea di Derr.

#### Stati swahili
Più a sud, l'aumento del commercio con i mercanti arabi e lo sviluppo dei porti, videro la nascita dell'architettura swahili. Una conseguenza degli insediamenti indigeni Bantu. Uno dei primi esempi fu il Palazzo di Husuni Kubwa, situato a ovest di Kilwa, costruito intorno al 1245. Come per molti altri primi edifici swahili, la pietra corallina era il materiale da costruzione principale, e anche il tetto veniva costruito attaccando la pietra alle travi. Il palazzo di Kilwa Kisiwani era una torre a due piani, situata dentro un recinto murato. Altre strutture degne di nota del periodo includono le tombe a pilastro di Malindi e Mnarani in Kenya e altrove, originariamente realizzate in pietra corallina e successivamente in pietra. Esempi successivi includono Stone Town di Zanzibar, con le sue famose porte intagliate e la Grande Moschea di Kilwa.

### Africa meridionale

#### Afrikaner

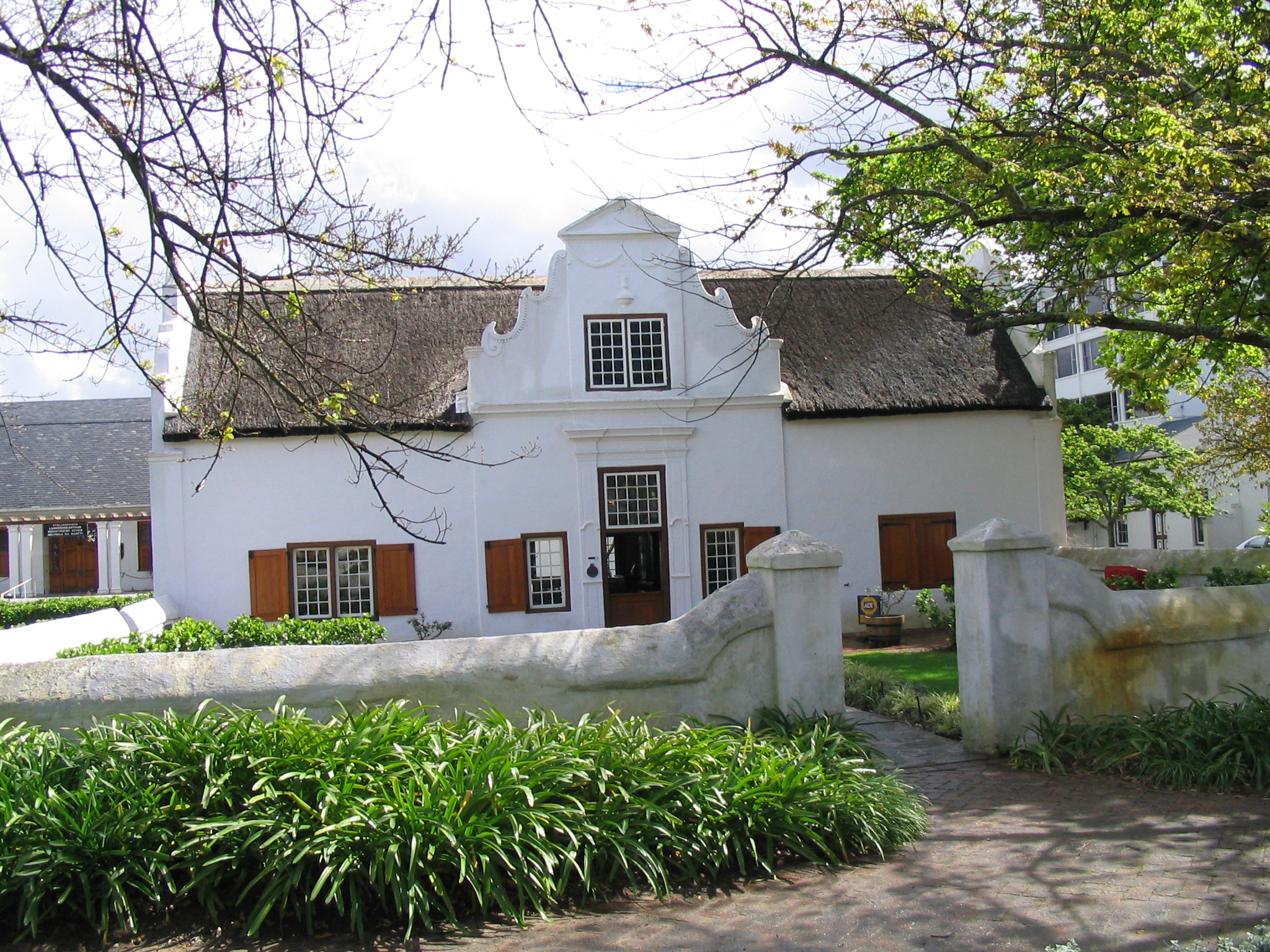
Tipica casa in stile olandese del Capo a Stellenbosch

L'architettura coloniale olandese del Capo era l'architettura tradizionale afrikaner ed era uno dei tipi più caratteristici di architettura dei coloni al mondo. Venne sviluppata nel secolo e mezzo durante il quale il Capo fu una colonia olandese. Già alla fine di quel periodo, all'inizio del XIX secolo, la colonia era abitata da meno di cinquantamila persone, distribuite su un'area grande all'incirca quanto il Regno Unito. Gli edifici in stile olandese del Capo mostravano una notevole consistenza ed erano chiaramente legati all'architettura rurale dell'Europa nord-occidentale, ma avevano chiaramente il proprio carattere e le caratteristiche inconfondibili africane.

#### Shona
Mapungubwe era considerata la società socialmente più complessa dell'Africa meridionale e la prima cultura dell'Africa meridionale a mostrare una differenziazione economica. L'élite viveva separatamente in un insediamento montano fatto di arenaria. Era il precursore del Grande Zimbabwe. In cima alla collina venivano trasportate grandi quantità di terra. Ai piedi c'era un anfiteatro naturale e in cima un cimitero per l'élite. C'erano solo due sentieri che portavano alla cima, uno dei quali seguiva una stretta e ripida fenditura lungo il fianco della collina di cui gli osservatori in cima avevano una chiara visuale.

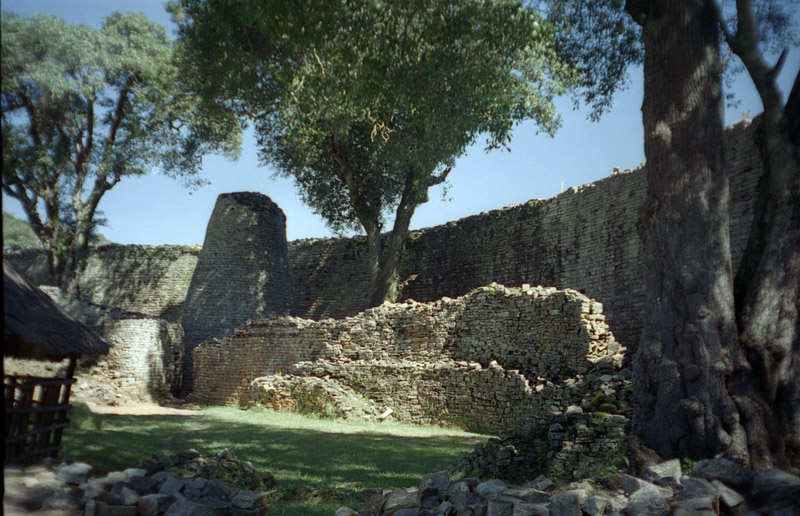
La torre conica all'interno del Grande Recinto nel Grande Zimbabwe, una città medievale costruita da una prospera cultura

Il Grande Zimbabwe era la più grande città medievale dell'Africa subsahariana. Venne costruito e ampliato per più di 300 anni in uno stile locale che evitava la rettilineità a favore delle curve fluide. Né il primo né l'ultimo dei circa 300 complessi simili situati sull'altopiano dello Zimbabwe, il Grande Zimbabwe, si distingue per la grande scala delle sue strutture. Il suo edificio più importante, comunemente indicato come il Grande Recinto, aveva muri in pietra lavorata alti fino a 11 metri e si estendeva per circa 250 metri, rendendolo la più grande struttura antica a sud del Sahara. Le case all'interno del recinto erano circolari e costruite con canniccio e fango, con tetti conici di paglia.

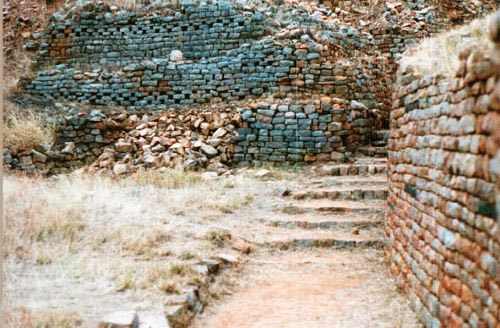
Collina terrazzata, ingresso di Khami, capitale dello stato di Torwa

Khami era la capitale dello stato di Torwa. Succedette al Grande Zimbabwe e vi furono perfezionate e sviluppate le tecniche della città precedente. Vennero costruite elaborate mura collegando pietre accuratamente tagliate per formare colline terrazzate.

#### Sotho-Tswana
L'architettura Sotho-Tswana rappresentava l'altra tradizione di costruzione in pietra dell'Africa meridionale, centrata nel transvaal, nell'highveld a nord e a sud del Vaal. Nella regione sono stati trovati numerosi grandi recinti in pietra e fondamenta di case in pietra. Tswana, la capitale del Kwena (sovrano), era una città murata in pietra grande quanto la capitale della Lunda orientale.

#### Zulu e Nguni
L'architettura zulu era costruita con materiali più deperibili. Quando si pensa alle abitazioni zulu vengono in mente le capanne a forma a cupola ma in seguito il loro design si evolvette in cupola su pareti a forma cilindrica. Le capitali zulu avevano una pianta ellittica. L'esterno era rivestito con una palizzata di legno resistente. Capanne a cupola, in file da 6 a 8, si trovavano appena all'interno della palizzata. Al centro c'era il "kraal", usato dal re per esaminare i suoi soldati, tenere il bestiame o celebrare cerimonie. Si trattava di un'area circolare vuota al centro, racchiusa da una palizzata interna meno resistente, rispetto a quella esterna. L'ingresso alla città era di fronte al recinto reale fortificato chiamato Isigodlo.

#### Madagascar
Le origini, dal sud-est asiatico, dei primi coloni del Madagascar si riflettevano nell'architettura dell'isola, caratterizzata da abitazioni rettangolari sormontate da tetti a punta e spesso costruite su corte palafitte. Le abitazioni costiere, generalmente realizzate con materiali vegetali, erano più simili a quelle dell'Africa orientale; quelle degli altopiani centrali tendevano ad essere costruite in muratura o mattoni. L'introduzione della produzione di mattoni, da parte dei missionari europei nel XIX secolo, portò all'emergere di uno stile architettonico distintamente malgascio che fondeva le norme delle tradizionali case aristocratiche in legno con i dettagli europei.

#### Namibia
La fortezza di ǁKhauxaǃnas, costruita dagli Oorlam nel sud-est della Namibia, comprendeva un muro lungo 700 metri e alto 2. Era costruito con lastre di pietra e mostrava le caratteristiche di entrambi gli stili di costruzione in pietra dello Zimbabwe e dello Stato libero del Transvaal.

## Architettura moderna

### Molteplici influenze in Etiopia

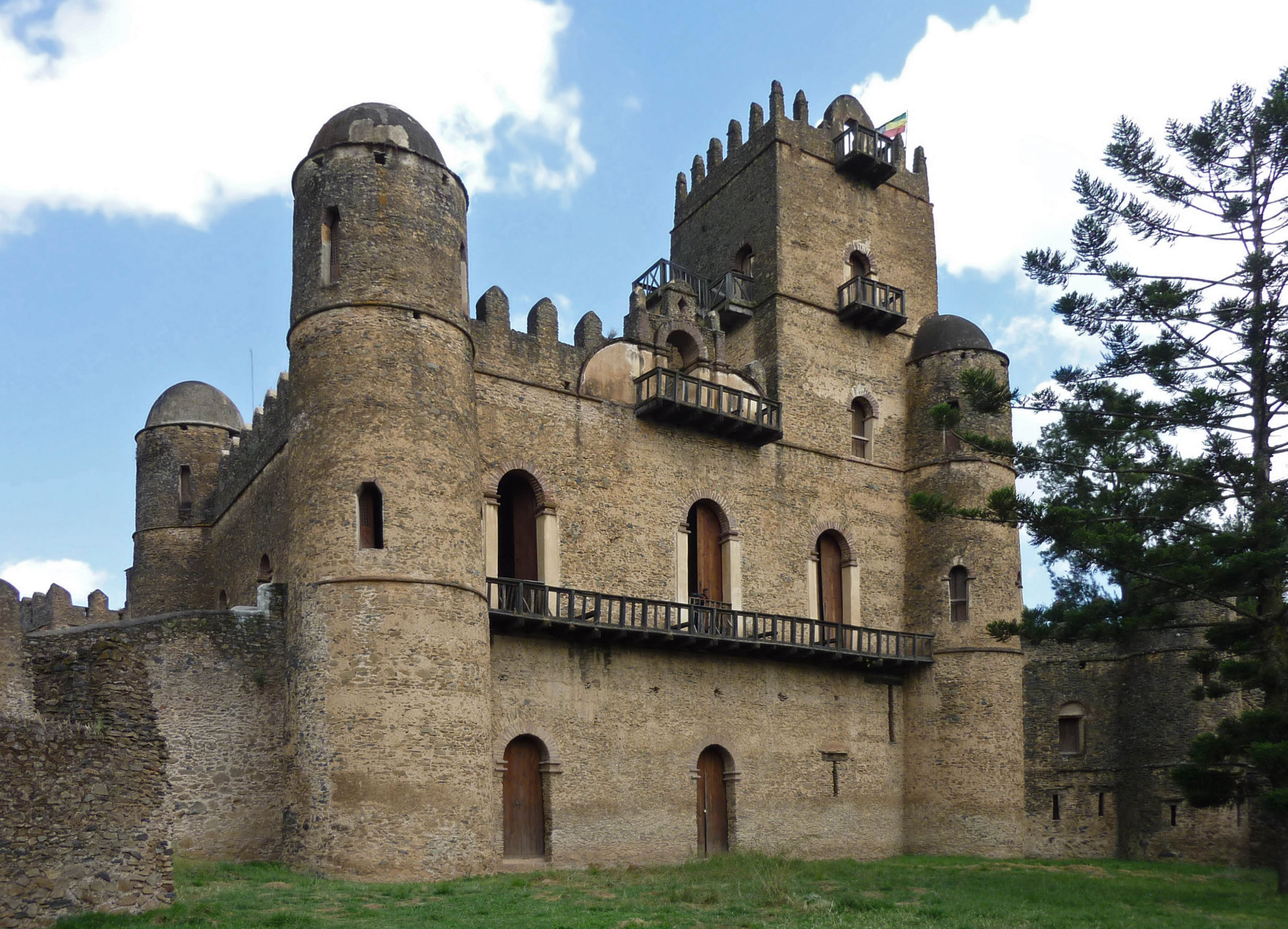
Il castello di Fasiledes, Fasil Ghebbi, Gondar, Etiopia

All'inizio del periodo moderno, l'assorbimento da parte dell'Etiopia di diverse nuove influenze, come gli stili barocchi, arabi, turchi e indiani gujarati, iniziò con l'arrivo dei missionari gesuiti portoghesi nel XVI e XVII secolo. I soldati portoghesi erano inizialmente venuti a metà del XVI secolo come alleati per aiutare l'Etiopia nella sua lotta contro Adal, e successivamente arrivarono i gesuiti con l'intento di convertire il paese.
Una certa influenza turca potrebbe essere entrata nel paese durante la fine del XVI secolo durante la guerra dell'Etiopia contro l'Impero ottomano (vedi Habesh), che portò a un aumento della costruzione di fortezze e castelli. L'Etiopia, naturalmente difficile da difendere a causa delle sue numerose amba o montagne dalla cima piatta e terreno accidentato, ottenne scarso uso tattico da queste strutture, in contrasto con i vantaggi conferiti dal trovarsi sul terreno pianeggiante dell'Europa e di altre aree. La costruzione dei castelli, soprattutto intorno alla regione del Lago Tana, iniziò con il regno di Sarsa Dengel e i successivi imperatori mantennero la tradizione, portando infine alla creazione del Fasil Ghebbi (recinto reale dei castelli) nella capitale appena fondata, Gondar (1635).
L'imperatore Susenyos (regno 1606-1632) si convertì al cattolicesimo nel 1622 e tentò di farne religione di stato, dichiarandolo tale dal 1624 fino alla sua abdicazione. Durante questo periodo, impiegò arabi, gujarati (portati dai gesuiti), muratori locali, alcuni dei quali erano Beta Israel, e adottò i loro stili. Con il regno di suo figlio Fāsiladas, la maggior parte di questi stranieri furono espulsi, sebbene alcuni dei loro stili architettonici furono assorbiti dallo stile architettonico etiope prevalente. Questo stile della dinastia Gondarine sarebbe persistito per tutto il XVII e XVIII secolo, in particolare, e influenzò gli stili moderni del XIX secolo e successivi.

### Fortificazioni coloniali dell'Africa occidentale
Le prime colonie europee sulla costa dell'Africa occidentale costruirono grandi forti, come si può vedere al castello di Elmina, al castello di Cape Coast, a Christiansborg, a Fort Jesus e altrove. Questi erano di solito semplici costruzioni, con pochi ornamenti, ma con più ornamenti a Dixcove Fort. Altri abbellimenti furono gradualmente accresciuti, con lo stile che ispirò edifici successivi come il Forte di Lamu e il palazzo in pietra di Kumasi.

### Eclettismo europeo
Gli artisti europei del XVIII secolo si recavano in Africa e in Medio Oriente nella speranza di trovare nuova ispirazione per la loro arte. Questi viaggi divennero comuni e cambiarono le relazioni politiche e culturali tra Africa, Medio Oriente ed Europa. Alla fine del XIX secolo, la maggior parte degli edifici rifletteva l'eclettismo europeo alla moda e gli stili mediterranei o addirittura nordeuropei. Esempi di città coloniali di questa epoca sopravvivono a Saint-Louis, Grand-Bassam, Swakopmund, Città del Capo e Luanda. Alcuni edifici venivano prefabbricati in Europa e spediti per l'assemblamento. Questa tradizione europea continuò fino al XX secolo, con la costruzione di case padronali in stile europeo, come Shiwa Ng'andu nell'attuale Zambia, o le fattorie boere in Sudafrica, e con molti edifici cittadini.

### Revival tradizionale
Il risveglio dell'interesse per gli stili tradizionali può essere fatto risalire a Il Cairo all'inizio del XIX secolo. Questo si diffuse ad Algeri e in Marocco all'inizio del XX secolo, dal momento in cui gli edifici coloniali in tutto il continente iniziarono a consistere in "pastiche" di architettura tradizionale africana, come la Moschea Jamia a Nairobi. In alcuni casi, gli architetti tentarono di mescolare stili locali ed europei, come a Bagamoyo.

### Modernismo
L'effetto dell'architettura modernista iniziò a farsi sentire negli anni 1920 e 1930. Le Corbusier progettò diverse opere mai realizzate per l'Algeria, incluse quelle per Nemours e per la ricostruzione di Algeri. Altrove, Steffen Ahrends fu attivo in Sudafrica ed Ernst May a Nairobi e Mombasa in Kenya.

#### Marocco
Elie Azagury divenne il primo architetto modernista marocchino negli anni 1950. Il Groupe des Architectes Modernes Marocains, in un primo momento guidato da Michel Écochard, direttore dell'urbanistica sotto il Protettorato francese, era attivo nella costruzione di edilizia residenziale pubblica nel quartiere Hay Mohammedi di Casablanca fornendo un "tessuto vivente culturalmente specifico" per lavoratori e migranti dalla campagna. Sémiramis, Nid d’Abeille (Honeycomb) e Carrières Centrales furono alcuni dei primi esempi di questo modernismo spontaneo. Carrières Centrales fu il primo progetto a utilizzare la griglia 8x8 associata a GAMMA.

##### CIAM 1953
Al Congresso internazionale di architettura moderna (CIAM) del 1953, Écochard presentò, insieme a Georges Candilis, il lavoro di ATBAT-Afrique, la filiale africana Atelier des Bâtisseurs, fondata nel 1947 da personaggi come Le Corbusier, Vladimir Bodiansky e André Wogenscky. Era uno studio sulle bidonville di Casablanca intitolato "Habitat per il maggior numero". Argomentò contro la dottrina, sostenendo che gli architetti avrebbero dovuto considerare la cultura e il clima locali nei loro progetti. Ciò generò un grande dibattito tra gli architetti modernisti di tutto il mondo e alla fine Team 10 provocò uno scisma.

##### Post-indipendenza
L'architetto franco-marocchino Jean-François Zevaco costruì opere sperimentali moderniste in Marocco. Abdeslam Faraoui, Patrice de Mazières e Mourad Ben Embarek furono anche notevoli architetti modernisti in Marocco.

#### Eritrea
L'architettura futurista italiana influenzò fortemente i progetti ad Asmara. Villaggi pianificati furono costruiti in Libia e nell'Africa Orientale Italiana, inclusa la nuova città di Tripoli, utilizzando design moderni.
Dopo il 1945, Maxwell Fry e Jane Drew estesero il loro lavoro alle scuole britanniche in Ghana e progettarono anche l'Università di Ibadan. La ricostruzione di Algeri offrì maggiori opportunità, con la Cattedrale del Sacro Cuore di Algeri, e le università di Oscar Niemeyer, Kenzō Tange, Jakob Zweifel e Skidmore, Owings e Merrill. Ma l'architettura moderna in questo senso rimase in gran parte appannaggio degli architetti europei fino agli anni 1960, con un'eccezione degna di nota: Le Groupe Transvaal in Sudafrica, che costruì case ispirati da Walter Gropius e Le Corbusier.

### Architettura post-coloniale

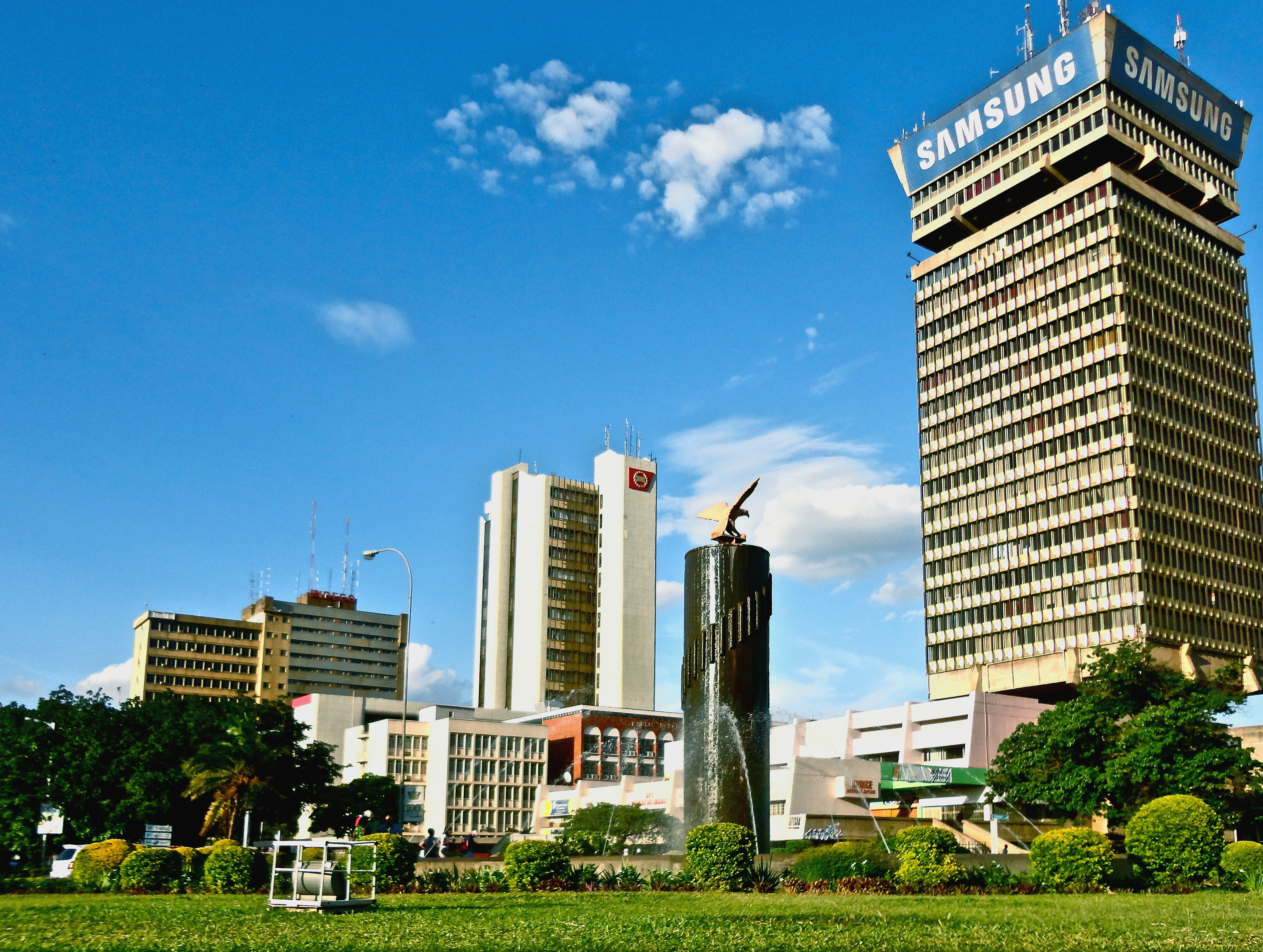
Centro di Lusaka, capitale dello Zambia con FINDECO House sulla destra

Dopo la fine del colonialismo furono costruite un certo numero di nuove città, mentre altre furono notevolmente ampliate. Forse l'esempio più noto è quello di Abidjan, dove la maggior parte degli edifici era ancora progettata da architetti non africani di alto profilo. A Yamoussoukro, la Basilica di Nostra Signora della Pace è un esempio del desiderio di monumentalità in queste nuove città, anche se l'Arco 22 nella vecchia capitale del Gambia, Banjul, mostra la stessa spavalderia.
Sono apparsi anche progetti sperimentali, in particolare l'Eastgate Center in Zimbabwe. Con una forma avanzata di condizionamento naturale, questo edificio è stato progettato per rispondere esattamente al clima e alle esigenze di Harare, piuttosto che importare progetti meno adatti. L'architettura neospontanea è continuata, ad esempio con la Grande Moschea di Niono o la Nuova Gourna di Hassan Fathy.
Altre strutture degne di nota degli ultimi anni sono state alcune delle dighe più grandi del mondo. L'Alta diga di Assuan e la diga di Akosombo trattengono i più grandi bacini idrici del mondo. Negli ultimi anni è stata anche rinnovata la costruzione di ponti in molte nazioni, mentre la Ferrovia Trans-Gabon è forse l'ultima delle grandi ferrovie ad essere stata costruita.